# Gdańsk
Gdańsk  Gdańsk (?·pàg.) (en polonès; en caixubi Gduńsk, en alemany Danzig, en llatí Dantiscum) és la ciutat que allotja el port principal de Polònia. Situada vora dels rius Vístula i Motława, és la capital del voivodat de Pomerània, a la mar Bàltica.
La ciutat té més de 450.000 habitants i, juntament amb les localitats veïnes de Gdynia i Sopot, forma una àrea metropolitana coneguda com la Triple Ciutat o Triciutat (en polonès Trójmiasto), que allotja més d'1.500.000 habitants.
La història de la ciutat és força complexa, donat que ha estat sota control polonès, prussià i alemany, i també ha gaudit de períodes d'autonomia o d'autogovern com una ciutat lliure. A l'inici de l'Edat Moderna, Gdańsk era una ciutat reial polonesa. Fins l'expansió de Varsòvia durant el segle xviii, es considerava la ciutat més gran i benestant de Polònia. A la baixa Edat Mitjana tenia un port marítim i unes drassanes molt importants i, entre els segles XIV i XV va formar part de la Lliga Hanseàtica.
Durant el període d'entreguerres, Gdańsk es trobava en una zona en disputa entre Polònia i Alemanya que es coneixia com el "corredor polonès". L'ambigüitat de l'estatus polític de la ciutat va ser explotat per Alemanya, incrementant la tensió entre els dos països, fet que culminaria amb la invasió de Polònia i la batalla de Westerplatte, el primer acte bèl·lic de la Segona Guerra Mundial just als afores de la ciutat. El transcurs de la guerra continuaria amb la Intelligenzaktion Pommern, la neteja ètnica i l'execució de la minoria de polonesos de la ciutat i, més endavant, amb la fugida i l'expulsió de la majoria germànica de la ciutat el 1945.
Durant la dècada dels 1980, Gdańsk va ser el lloc on va néixer el sindicat Solidaritat, que jugaria un paper molt destacat en la caiguda del règim comunista a Polònia, en el col·lapse del bloc de l'Est, la caiguda del Mur de Berlín i la dissolució del Pacte de Varsòvia.
Gdańsk és la seu de la Universitat de Gdańsk, la Universitat Tecnològica de Gdańsk, el Museu Nacional de Gdańsk, el Teatre Shakespear de Gdańsk, el Museu de la Segona Guerra Mundial, la Filarmònica Polonesa Bàltica i el Centre Europeu de Solidarność. També s'hi celebra la Fira de Sant Domènec, que es remunta al 1260, i és considerada un dels esdeveniments comercials i culturals més grans d'Europa. Gdańsk també se situa en els llocs més alts en qualitat de vida, seguretat i benestar.

## Noms

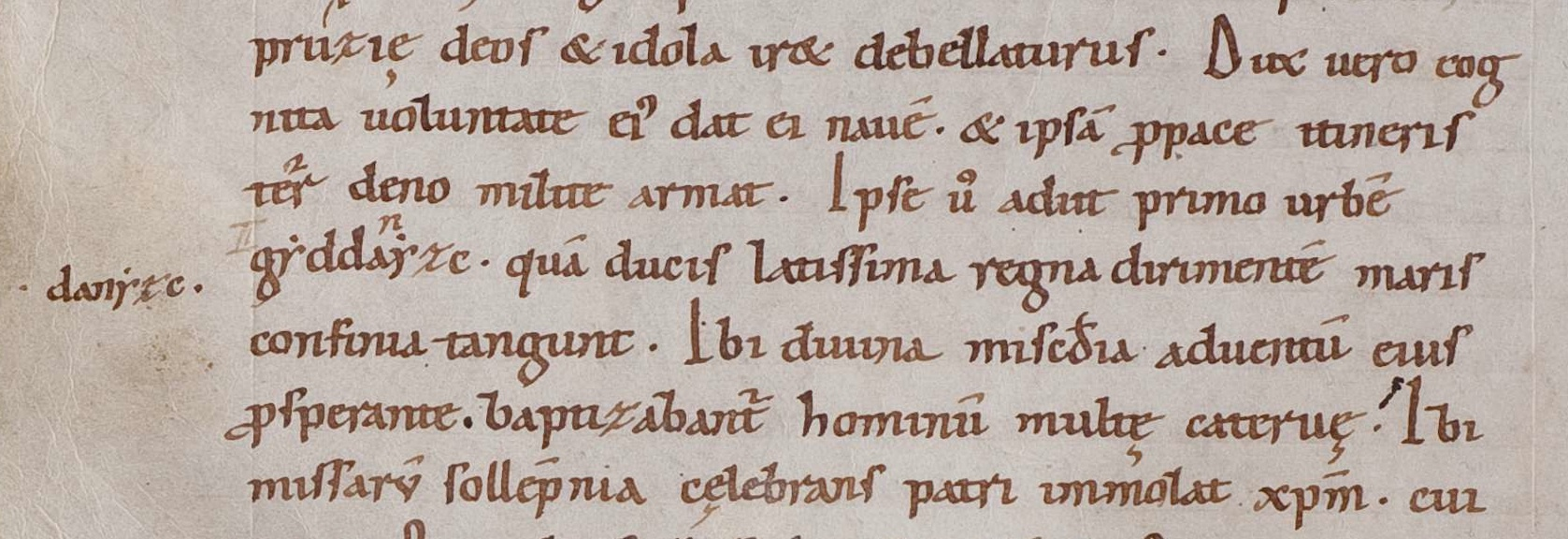
Un fragment manuscrit que conté gydda^{n}yzc (prop d’una glosa marginal danyzc)

Es creu que el nom de la ciutat prové del riu Gdania, el nom original de la branca del riu Motława sobre la qual se situa la ciutat. A la mort de Sant Adalbert, el 997, el nom de l'assentament es va registrar urbs Gyddanyzc, tot i que, posteriorment, es va escriure Kdanzk (1148), Gdanzc (1188), Danceke (1228), Gdańsk (1236), Danzc (1263), Danczk (1311), Danczik (1399), Danczig (1414), Gdąnsk (1656). Actualment, a Polònia, la ciutat es pronuncia  Gdańsk (?·pàg.). Per la seva banda, el nom alemany, Danzig, es pronuncia [ˈdantsɪç] ( escolteu-ho).
El nom llatí de la ciutat pot ser tant Gedania, Gedanum o Dantiscum. Aquesta varietat reflexa la influència mixta que ha rebut la ciutat del polonès, l'alemany i el caixubi. Antigament, també s'havia escrit Dantzig, Dantsic i Dantzic.

### Noms cerimonials
En ocasions especials, es refereix a la ciutat com "La ciutat reial polonesa de Gdańsk" (en polonès Królewskie Polskie Miasto Gdańsk, en llatí Regia Civitas Polonica Gedanensis, en caixubi Królewsczi Polsczi Gard Gduńsk). En caixubi, la ciutat s'anomena Gduńsk. Tot i que alguns caixubins també empren el terme "La nostra capital Gduńsk" (Nasz Stoleczny Gard Gduńsk) o "La capital caixubina Gduńsk" (Stoleczny Kaszëbsczi Gard Gduńsk), les connexions històriques i culturals de la ciutat amb la regió caixubi són motiu de debat i l'ús d'aquests noms genera certa controvèrsia entre els caixubins.

## Població
| 1900    | 1910    | 1925    | 1939    | 1946    | 1960    | 1970    | 1975    | 1980    | 1994    | 2002    | 2015    |
| ------- | ------- | ------- | ------- | ------- | ------- | ------- | ------- | ------- | ------- | ------- | ------- |
| 140.600 | 170.300 | 210.300 | 250.000 | 118.000 | 286.900 | 365.000 | 421.000 | 456.700 | 464.000 | 460.000 | 462.249 |

## Districtes
30 districtes (pol. dzielnica)
| Nº | Nom                                    | Població | Superfície km² | densitat (/km²) |
| -- | -------------------------------------- | -------- | -------------- | --------------- |
| 1  | Aniołki                                | 5 601    | 2,29           | 2 449           |
| 2  | Brętowo                                | 7 676    | 7,25           | 1 058           |
| 3  | Brzeźno                                | 14 859   | 2,83           | 5 260           |
| 4  | Chełm i Gdańsk Południe                | 51 887   | 30,81          | 1 684           |
| 5  | Kokoszki                               | 5 550    | 19,96          | 278             |
| 6  | Krakowiec-Górki Zachodnie              | 2 137    | 8,95           | 239             |
| 7  | Letnica                                | 1 869    | 4,37           | 428             |
| 8  | Matarnia                               | 5 576    | 14,91          | 374             |
| 9  | Młyniska                               | 4 072    | 3,95           | 1 031           |
| 10 | Nowy Port                              | 11 950   | 2,23           | 5 354           |
| 11 | Oliwa                                  | 19 824   | 18,23          | 1 087           |
| 12 | Olszynka                               | 3 388    | 7,94           | 427             |
| 13 | Orunia-Św. Wojciech-Lipce              | 17 761   | 19,51          | 910             |
| 14 | Osowa                                  | 9 840    | 13,4           | 734             |
| 15 | Piecki-Migowo                          | 22 149   | 3,72           | 5 959           |
| 16 | Przymorze Małe                         | 16 650   | 2,26           | 7 357           |
| 17 | Przymorze Wielkie                      | 33 064   | 3,32           | 9 970           |
| 18 | Rudniki                                | 1 853    | 14,21          | 130             |
| 19 | Siedlce                                | 16 108   | 2,65           | 6 082           |
| 20 | Stogi z Przeróbką                      | 18 614   | 17,03          | 1 093           |
| 21 | Strzyża                                | 6 273    | 1,07           | 5 868           |
| 22 | Suchanino                              | 12 034   | 1,38           | 8 741           |
| 23 | Śródmieście                            | 35 704   | 5,56           | 6 425           |
| 24 | VII Dwór                               | 4 168    | 3,35           | 1 243           |
| 25 | Wrzeszcz                               | 57 565   | 10,00          | 5 758           |
| 26 | Wyspa Sobieszewska                     | 3 421    | 35,42          | 97              |
| 27 | Wzgórze Mickiewicza                    | 2 561    | 0,60           | 4 278           |
| 28 | Zaspa-Młyniec                          | 15 380   | 1,27           | 12 120          |
| 29 | Zaspa-Rozstaje                         | 13 962   | 1,94           | 7 184           |
| 30 | Żabianka-Wejhera-Jelitkowo-Tysiąclecia | 20 918   | 2,17           | 9 643           |

## Història

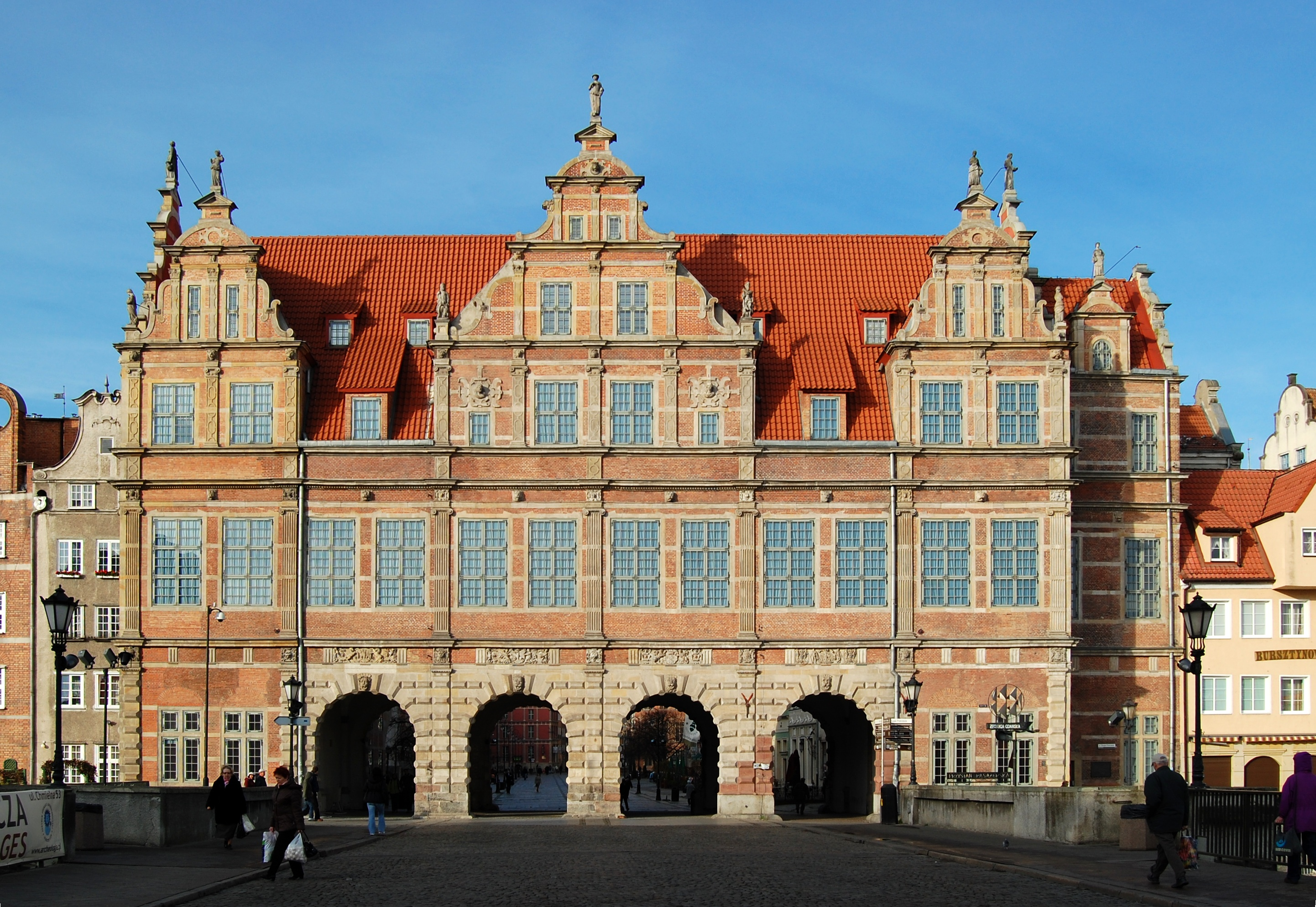
Edifici anomenat "La porta verda" construït a semblança de l'ajuntament d'Anvers. Es va fer servir com a residència reial.

La ciutat va ser fundada al segle I per la tribu goda de la cultura de Wielbark. Més endavant, cap al segle VII es van establir tribus eslaves de Pomerània. Cap al 980 Miezsco I de Polònia va fer construir una ciutadella governada per la dinastia Piast, que controlava el tràfic marítim amb altres ports de la mar Bàltica. El nom d'aquesta ciutat apareix per primera vegada al llibre vita de Sant Adalbert, arquebisbe de Magdeburg, escrita el 999. Per tant, els polonesos consideren aquesta la data de la seva fundació. Al segle xii, la ciutat va passar a formar part del ducat de Samborides i s'hi van establir artesans i mercaders alemanys convivint amb la població autòctona. El 1186, una comunitat de frares cistercencs van construir-hi un monestir.
Cap al 1235, amb l'anomenada llei de Lübeck, el duc de Pomerània Swantopolk II, li atorga una carta de drets, que va ser l'origen de nous assentaments. Cap al 1300 Gdańsk ja tenia una població d'uns 2.000 habitants. El 1308 la ciutat va ser atacada per tropes del Marcgraviat de Brandenburg i el príncep polonès Ladislaw I va fer cridar l'Orde dels Cavallers teutònics perquè la defensessin, tot i que no es va poder evitar una gran mortaldat.

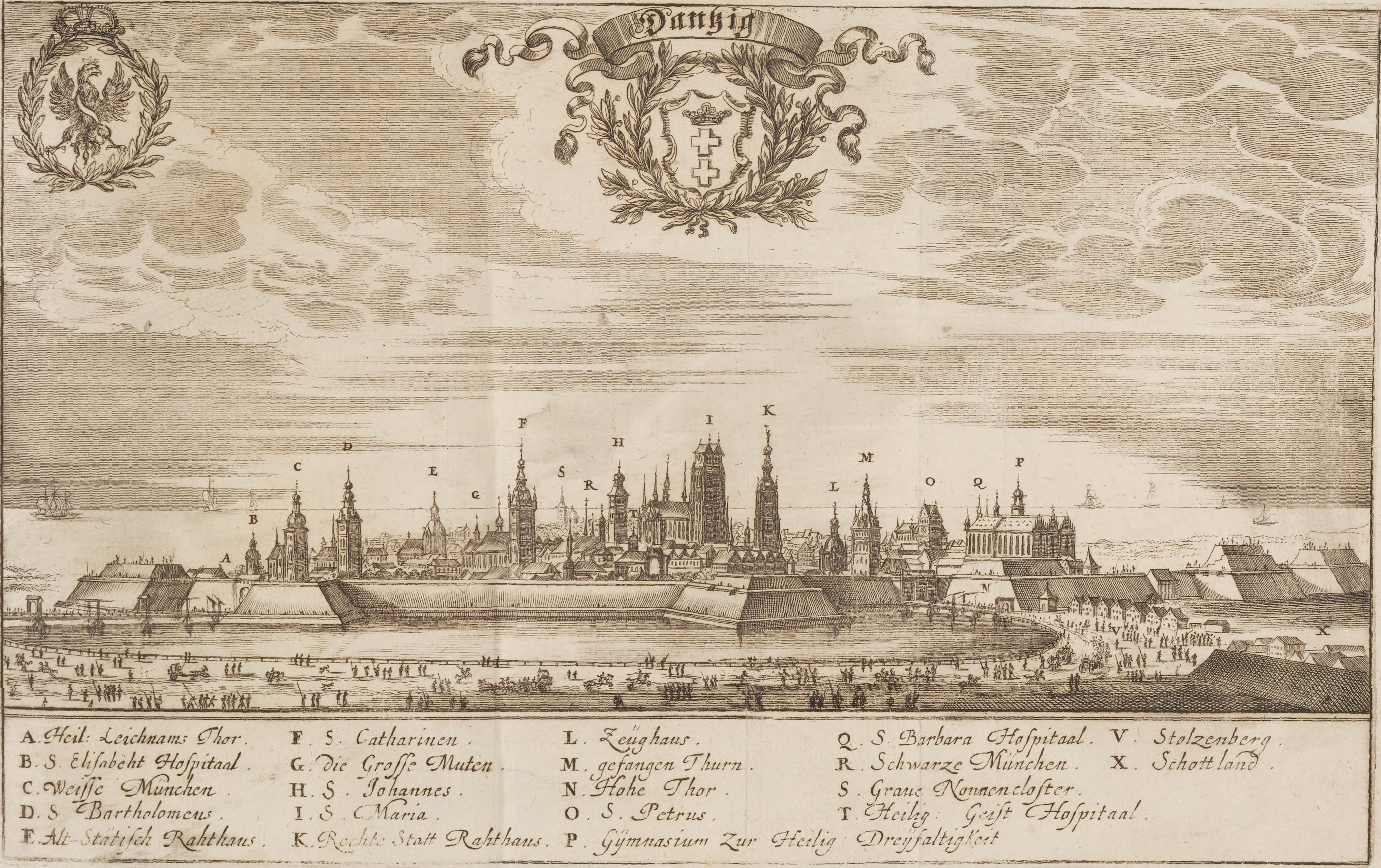
Dibuix de Christoph Hartknoch (1684)

Els cavallers van fundar amb emigrants alemanys els barris Osiek Hakelwerk que havien estat assentaments de pescadors, i el 1340 van construir una fortalesa Komtur. El 1343 van fundar el Rechtstadt (ciutat nova). El 1358 la ciutat, aleshores anomenada Danzig, es va unir a la Lliga Hanseàtica i va ser-hi un membre actiu fins al 1361. Mantenia relacions amb Bruges, Nóvgorod, Lisboa i Sevilla.
El 1410, amb la batalla de Grunwald la ciutat va caure sota el control de la dinastia Jagelló de Polònia, un any després, però va tornar a mans dels teutons. El 1440, Danzig va entrar a la guerra dels tretze anys per formar part de la Confederació Prussa. Després d'uns anys d'independència, el maig de 1457, va passar a formar part del regne de Prússia, conservant una mica d'autonomia.
El 15 de maig de 1457 el rei Casimir IV Jagelló va atorgar a Danzig el Gran Privilegi  que era una garantia de la seva autonomia dins de Polònia. En aquest document s'especificava que el rei tenia dret a estar-s'hi a la ciutat fins a tres dies a l'any, que hi hauria vuit representants reials i que la ciutat, a canvi, li havia de fer un pagament. Amb aquesta carta es manava que enderroquessin el barri de la ciutat nova que havien fet costat als cavallers teutons.

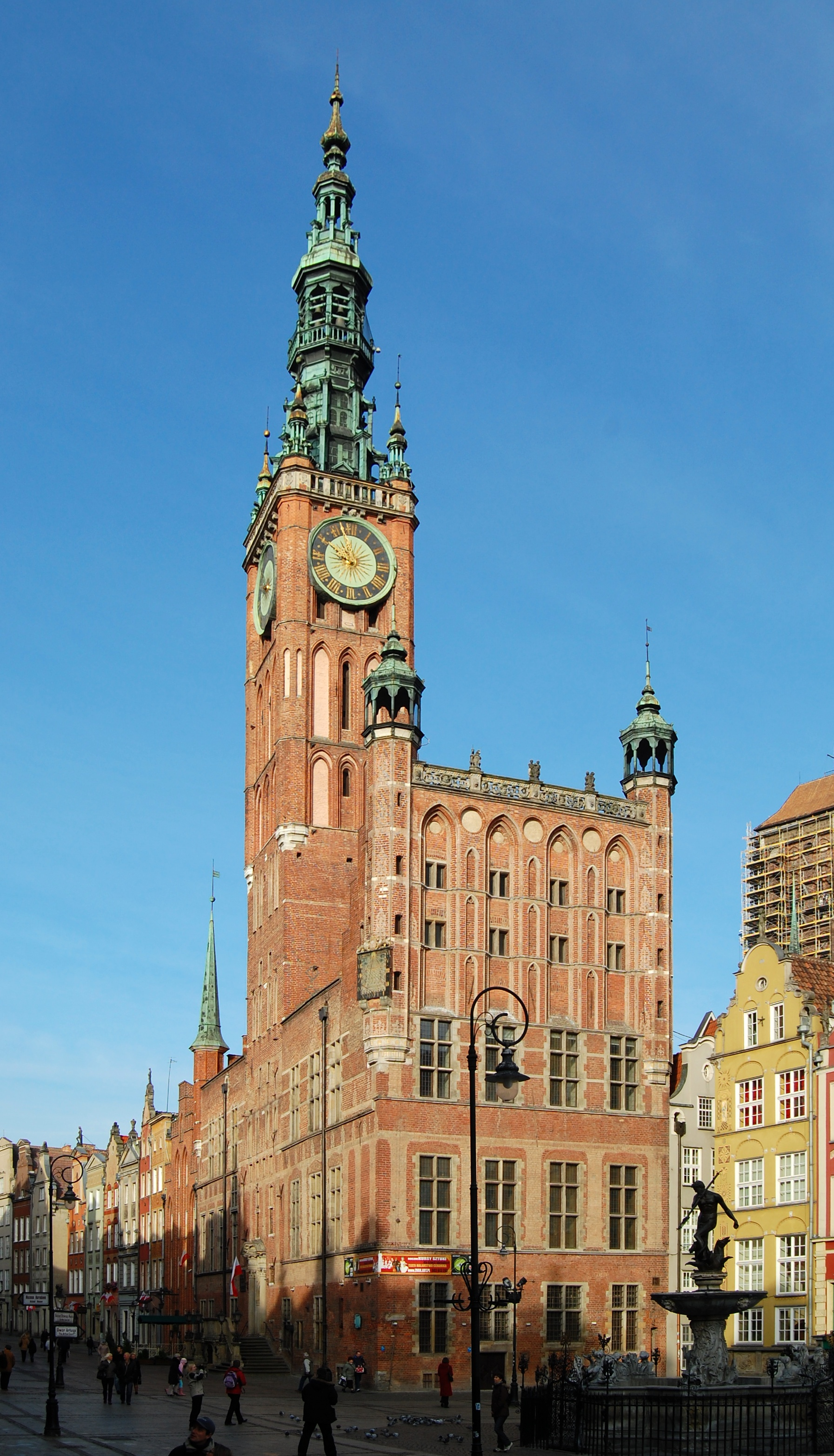
Torre de l'ajuntament amb una estàtua daurada de Segimon II (1561), davant del mercat.

El rei Esteve Bathory I va voler subjugar la ciutat per haver donat suport a l'emperador Maximilià II del Sacre Imperi Romanogermànic i va ser assetjada el 1577 durant sis mesos, però la ciutat va resistir i finalment es va arribar a un acord : la ciutat el reconeixia com a rei i a canvi li pagava 200.000 monedes d'or com a disculpa.
Al segle xviii es va establir a Danzig una comunitat d'immigrants escocesos. Durant les guerres de religió la ciutat va adoptar majoritàriament el Luteranisme En aquest segle va patir una davallada econòmica. Durant la Guerra de Successió de Polònia la ciutat, on el rei polonès Estanislau I Leszczynski havia fugit després de la conquesta russa de Varsòvia i el seu posterior fracàs en trobar suport a Polònia fou assetjada. Després de 135 dies, la fortalesa va capitular, forçant a Estanislau a fugir a Königsberg i la ciutat va ser severament danyada i va haver de pagar compensacions econòmiques. La ciutat va caure en mans franceses durant la guerra de la Quarta Coalició i durant l'imperi napoleònic, va ser declarada ciutat lliure, però el 1815 va tornar a formar part de Prússia.
Després de la Primera Guerra Mundial Polònia va aconseguir la independència segons havia proposat Woodrow Wilson, no obstant la població de Gdańsk de parla alemanya era superior a la població polonesa. Per tant, segons el Tractat de Versalles es va convertir en una ciutat lliure, gairebé un estat independent sota els auspicis de la Lliga de Nacions, anomenada Ciutat Lliure de Danzig. Tenia la seva pròpia Constitució, parlament (Volkstag) i govern (Senat). Imprimia els seus propis segells i moneda, i constituïa una zona franca per als alemanys i els polonesos.
A començaments de 1930, el Partit Nazi va aconseguir el 50% dels vots al Parlament de Danzig i, com a conseqüència, es va fer una petició formal d'annexió a Alemanya. En els anys següents; però, les relacions entre Polònia i Alemanya van empitjorar i Danzig va ser bombardejada des del mar el setembre de 1939. El clima polític d'aquells anys va fer que la meitat de la població jueva de la ciutat decidís emigrar durant l'octubre de 1937.
Durant l'ofensiva soviètica, molts alemanys van intentar utilitzar el port de Gdańsk per a fugir; però molts vaixells van ser enfonsats. Amb els atacs aeris la ciutat havia quedat quasi totalment destruïda i va ser reconstruïda entre 1950 i 1960, imitant l'aspecte que tenia el 1793.

## Centres d'ensenyament
Gdańsk compta amb deu centres d'ensenyament superior, els quals acullen a un total d'aproximadament 60.000 estudiants:
- Universitat de Gdańsk (Uniwersytet Gdański) (33.000 estudiants)
- Universitat tècnica de Gdańsk (Politechnika Gdańska) (18.000 estudiants)
- Universitat de Medicina de Gdańsk (Gdański Uniwersytet Medyczny)
- Escola Superior d'Esport (Akademia Wychowania Fizycznego im. Jędrzeja Śniadeckiego)
- Acadèmia de Música de Gdańsk (Akademia Muzyczna im. Stanisława Moniuszki)
- Escola Superior d'Art de Gdańsk (Akademia Sztuk Pięknych)
- Szkoła Wyższa
- Gdańska Wyższa Szkoła Humanistyczna
- Gdańska Wyższa Szkoła Administracji
- Wyższa Szkoła Bankowa
- Wyższa Szkoła Społeczno-Ekonomiczna
- Wyższa Szkoła Turystyki i Hotelarstwa w Gdańsku
- Wyższa Szkoła Zarządzania

## Escut
L'escut de Gdańsk està format per dos lleons daurats que flanquegen un escut gòtic. L'escussó, de color roig, conté una corona daurada a la part superior i dos creus platejades (blanques) a la part inferior. Al peu de l'escut hi ha representada una cinta daurada amb la inscripció: nec temere nec timide (ni temeraris ni porucs).

## Economia
La ciutat de Gdańsk, que havia format part de la Lliga Hanseàtica, té una llarga cultura com a espai de comerç, fomentat sobretot per la seva privilegiada ubicació a la mar Bàltica.
El port de la ciutat juga encara un primordial paper a l'economia de Gdańsk, amb un volum de càrrega de mercaderies corresponent a 23,3 Milions de tones. Les activitats industrials més importants de la ciutat són la construcció naval (per ex. les empreses Gdansk Shipyard i Northern Shipyard SA), la indústria petroquímica i química (per ex. Grupa LOTOS SA) i, més recentment, també sectors d'alta tecnologia i electrònica (com Intel o WS OY i Young Digital Poland), telecomunicacios i tecnologies de la informació (per ex. Wirtualna Polska i Lido Technologies). Altres activitats que han guanyat importància recentment són la indústria farmacèutica, la indústria de productes alimentaris (per ex. PepsiCo, Dr. Oetker, Fazer OY i Baltic Malt/Weissheimer Malz) i la producció de productes cosmètics.

## Transport
A partir del 2013 l'autopista A1 connecta Gdańsk amb el centre i el sud de Polònia així com amb Eslovàquia i la República Txeca. La ciutat disposa de connexió amb tren cap a Berlín, Kaliningrad i les ciutats poloneses més importants. Gdańsk disposa també d'una xarxa ferroviària de transport (Szybka Kolej Miejska) que la connecta amb Sopot, Gdynia i Wejherowo.
Des de l'entrada de Polònia a la UE, l'aeroport de Gdańsk ha sofert una contínua expansió i companyies de baix cost com Ryanair o Wizz Air ofereixen vols arreu d'Europa.
Per mar, Gdańsk està connectada mitjançant ferris amb Suècia (Karlskrona, Malmö i Nynäshamn) i Dinamarca (Copenhaguen). El transport urbà de Gdańsk està format per tramvies i una densa xarxa d'autobusos.
Gdańsk és una ciutat integrada a la xarxa de rutes en bicicleta EuroVelo, la qual tot travessant Polònia connecta la ciutat amb la República Txeca, Àustria i Eslovènia fins a arribar a Pula (Croàcia).
La ruta EuroVelo al llarg de la mar Bàltica passa així mateix per Gdańsk.

## Turisme
El turisme és una important font d'ingressos per Gdańsk, la qual compta amb aproximadament 1,5 milions de turistes anuals.

## Personatges il·lustres
- Max Abraham, físic i matemàtic
- Günter Grass, escriptor.
- Johannes Hevelius, astrònom.
- Leszek Możdżer, pianista.
- Arthur Schopenhauer, filòsof.
- Otto Tiehsen, compositor musical.
- Justus Rosenberg, educador i membre de la Resistència durant la Segona Guerra Mundial

## Ciutats agermanades
Gdańsk està agermanada amb els següents localitats:[En ordre cronològic]
| - Bremen, Alemanya (des de 1976) - Turku, Finlàndia (des de 1987) - Barcelona, Catalunya (des de 1990) - Cleveland (Ohio), Estats Units (des de 1990) - Kalmar, Suècia (des de 1991) - Helsingør, Dinamarca (des de 1992) - Marsella, França (des de 1992) | - Rouen, França (des de 1992) - Kaliningrad, Rússia (des de 1993) - Sefton, Regne Unit (des de 1993) - Sant Petersburg, Rússia (des de 1993) - Astanà, Kazakhstan (des de 1996) - Odessa, Ucraïna (des de 1996) | - Rotterdam, Països Baixos (des de 1998) - Vílnius, Lituània (des de 1998) - Niça, França (des de 1999) - Xangai, Xina (des de 2004) - Palerm, Itàlia (des de 2005) - Bytów, Polònia (des de 2007) |

## Galeria d'imatges

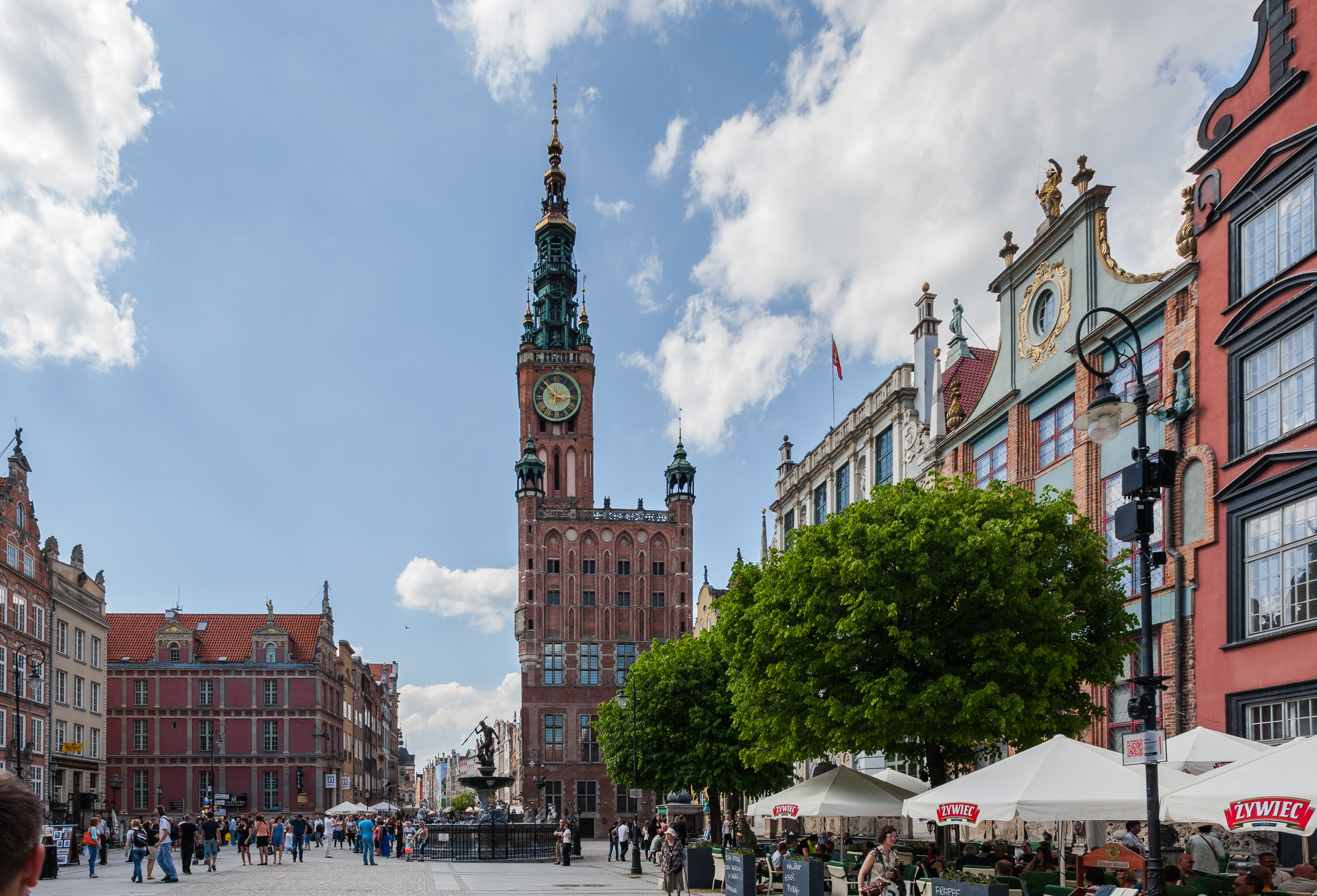
L'ajuntament amb la seva torre
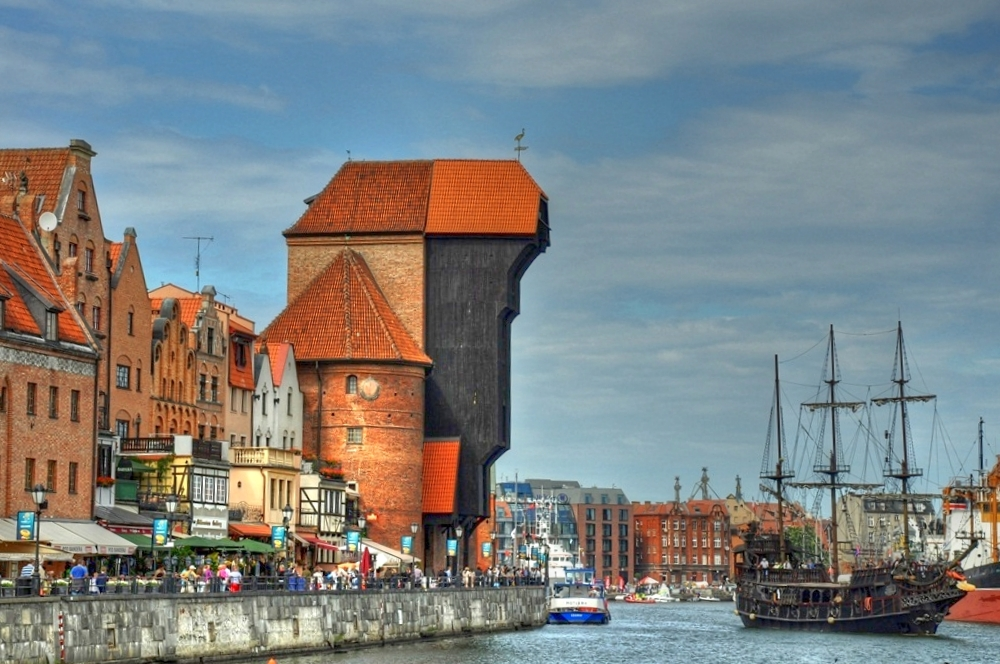
La grua medieval del port
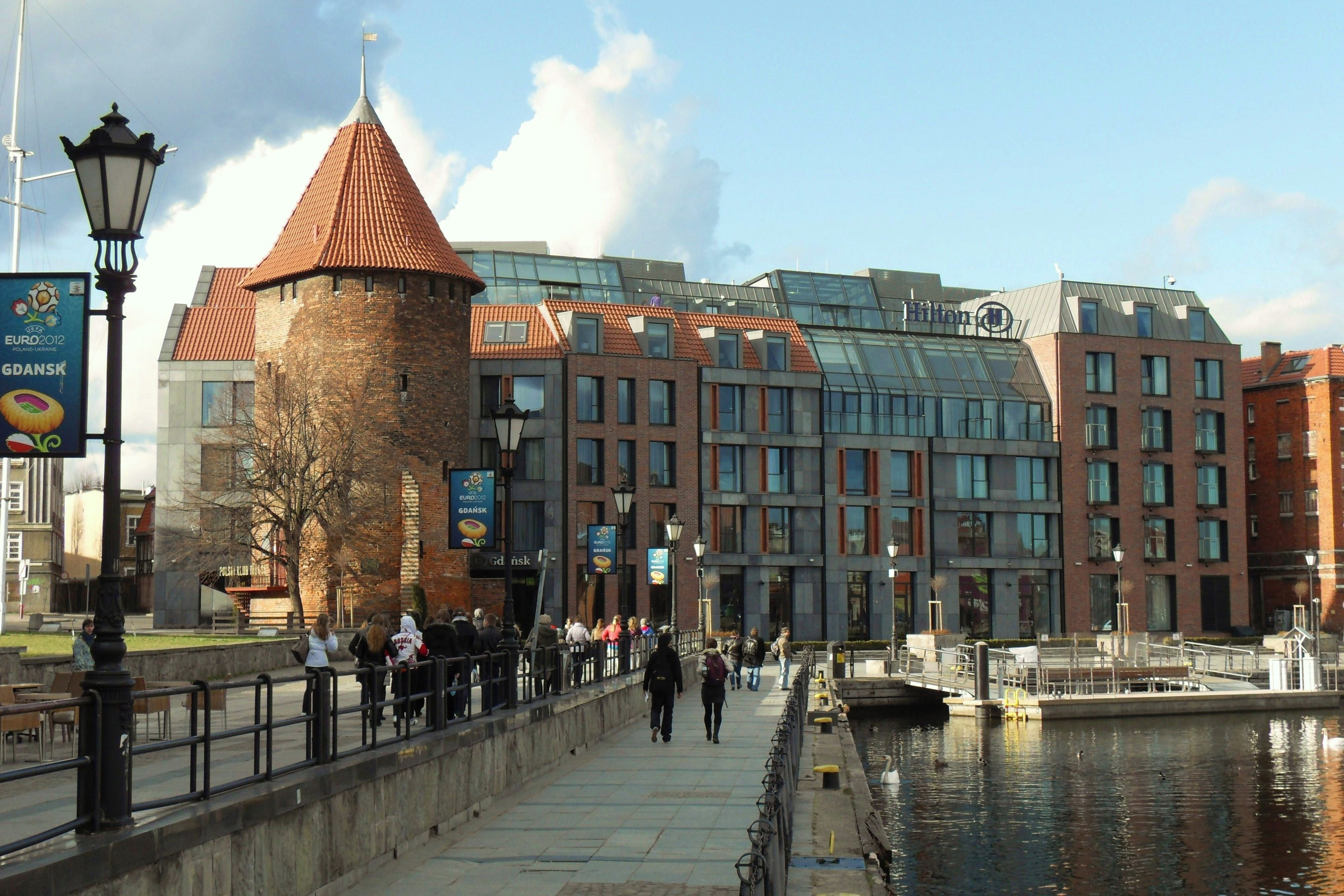
L'hotel Hilton de Gdansk
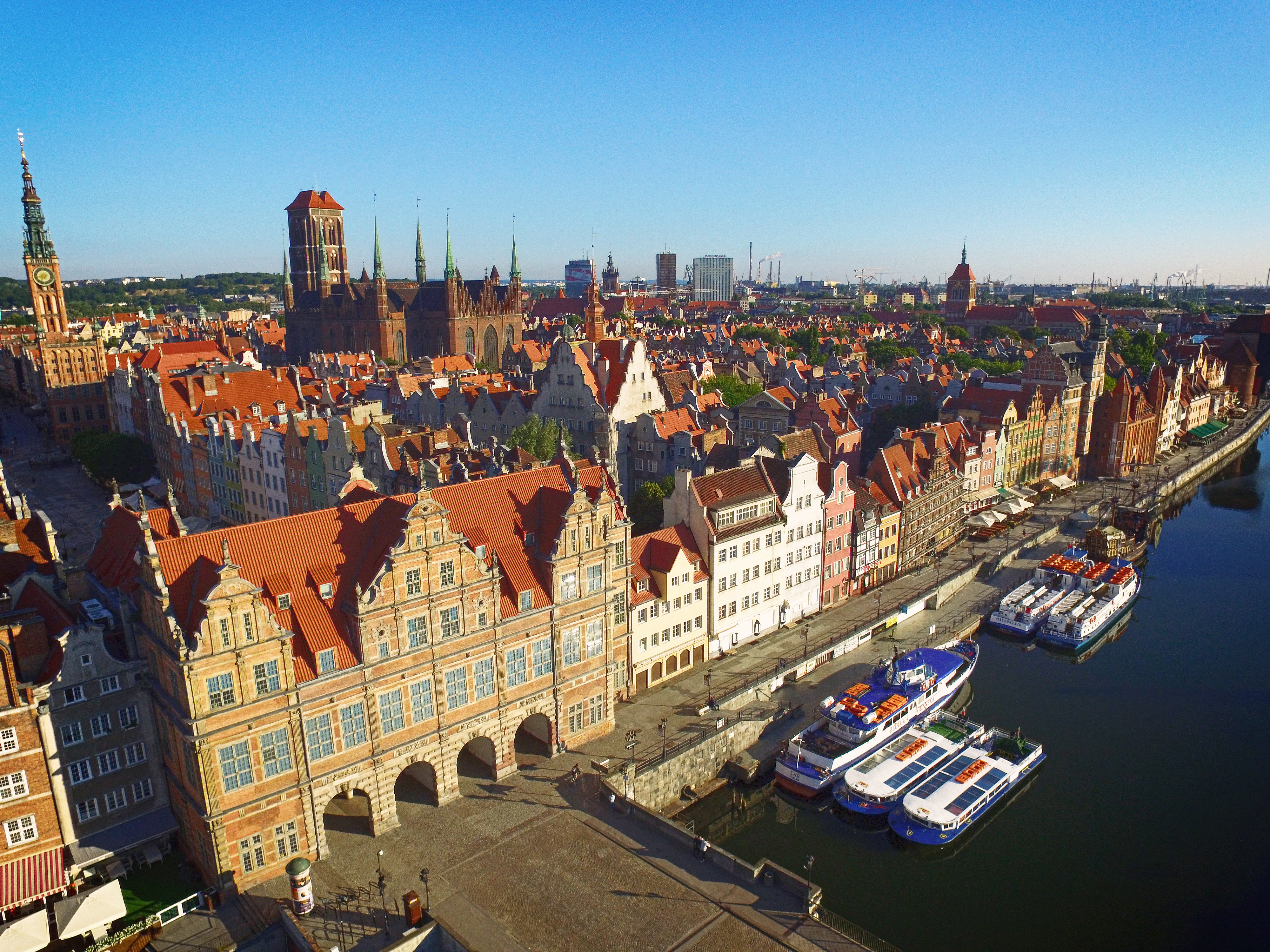
A primer terme, Zielona Brama (porta verda)
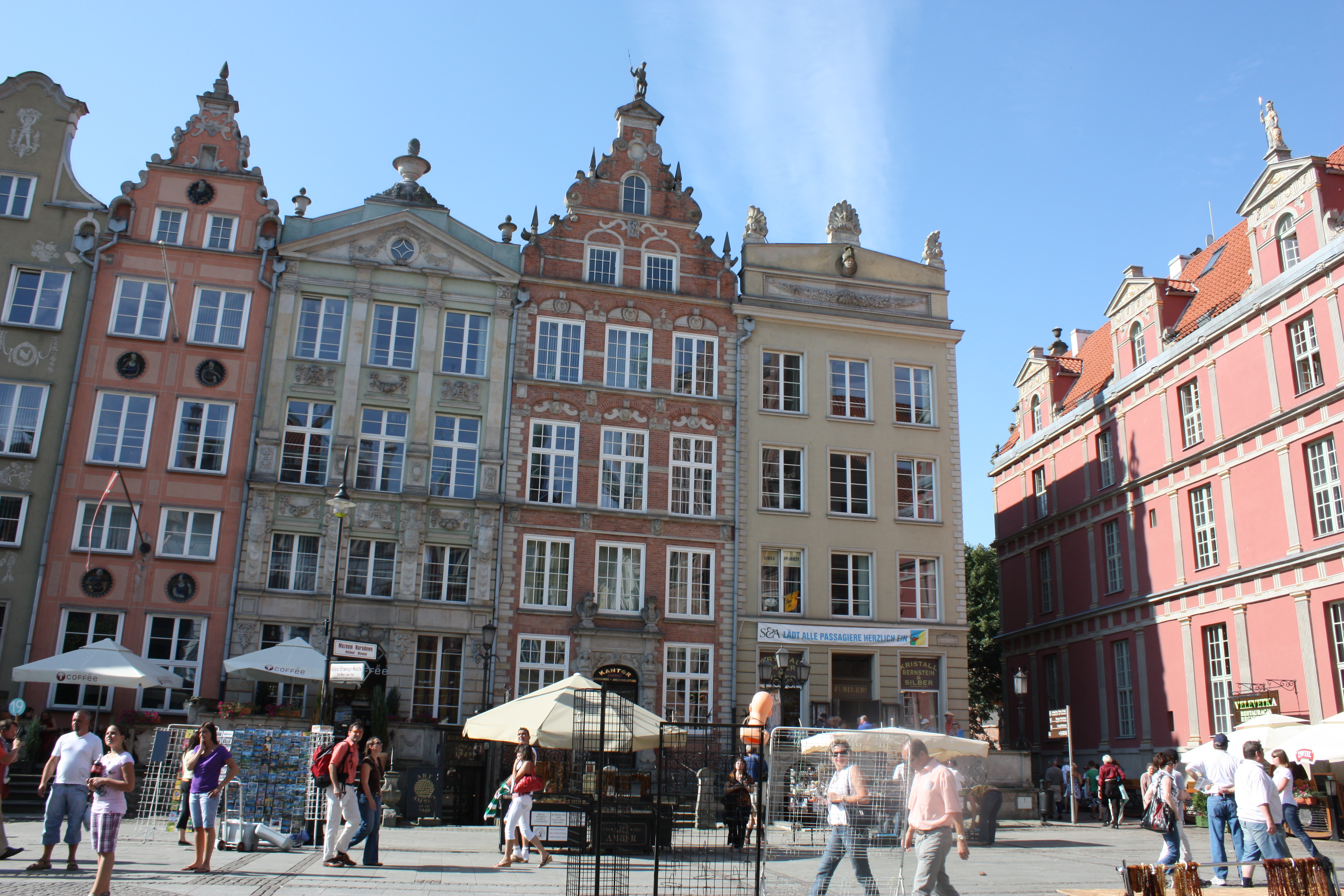
El carrer Długi Targ, a la ciutat vella
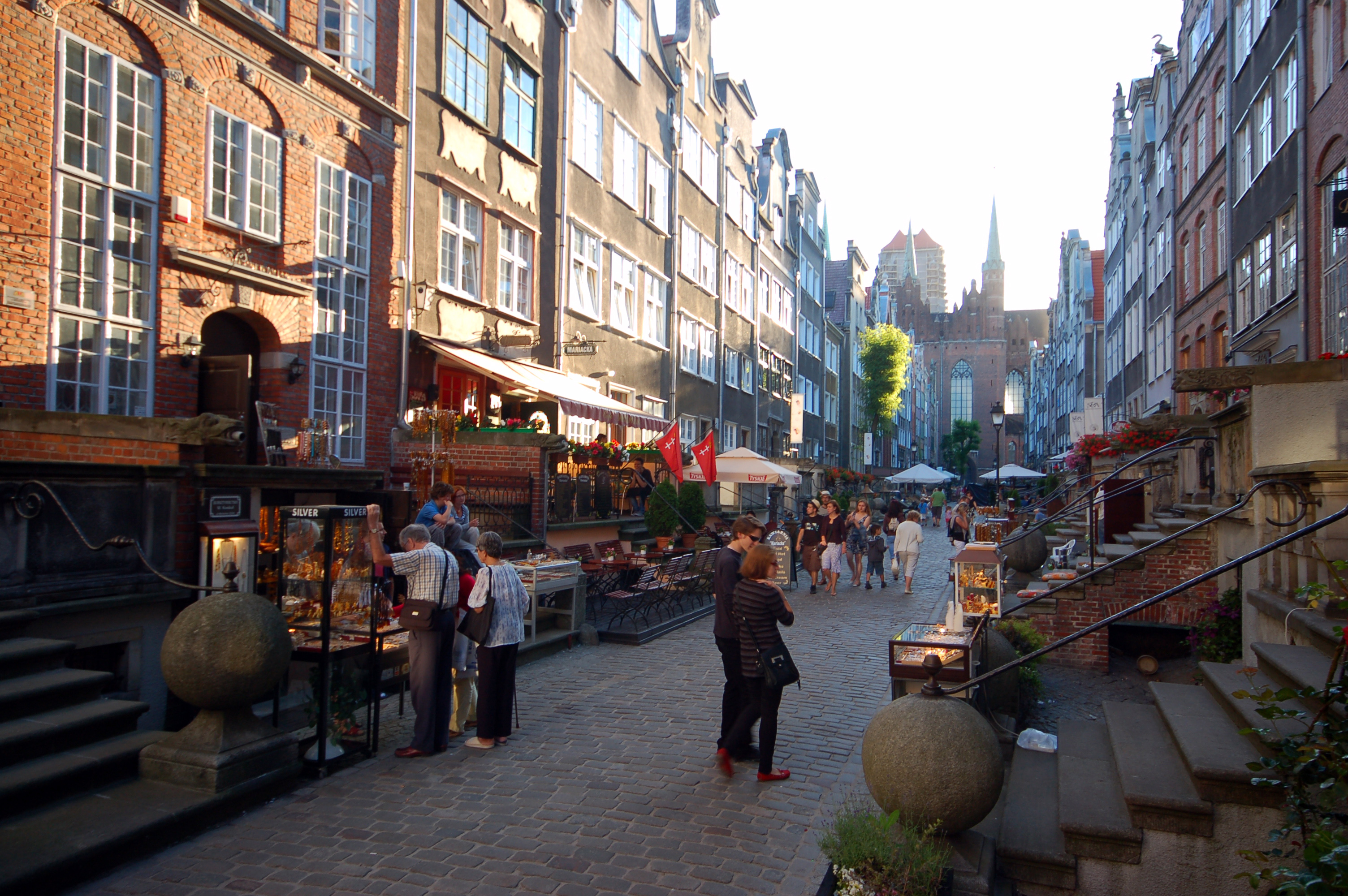
El carrer Mariacka
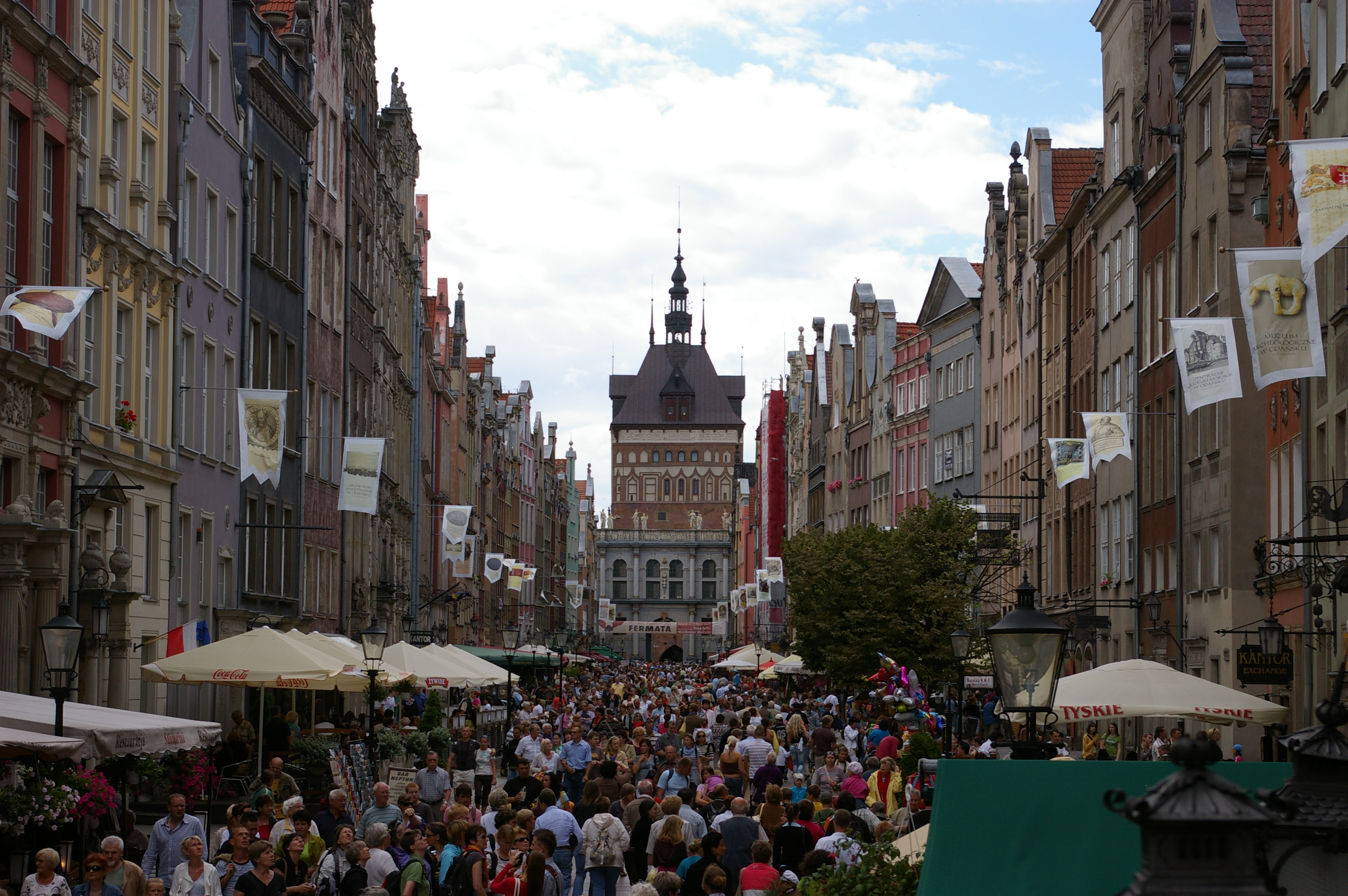
El carrer Długa
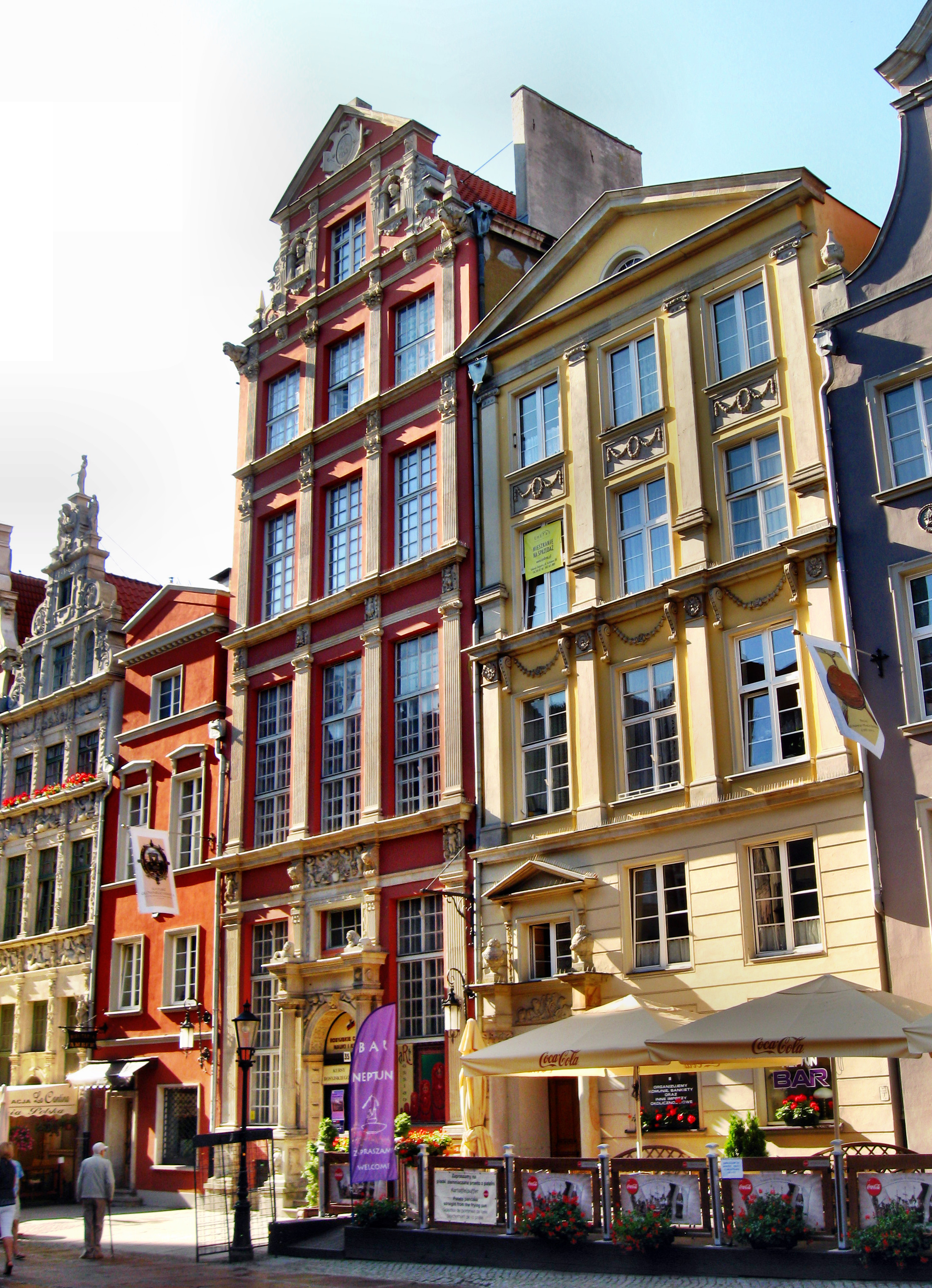
La casa Tenement
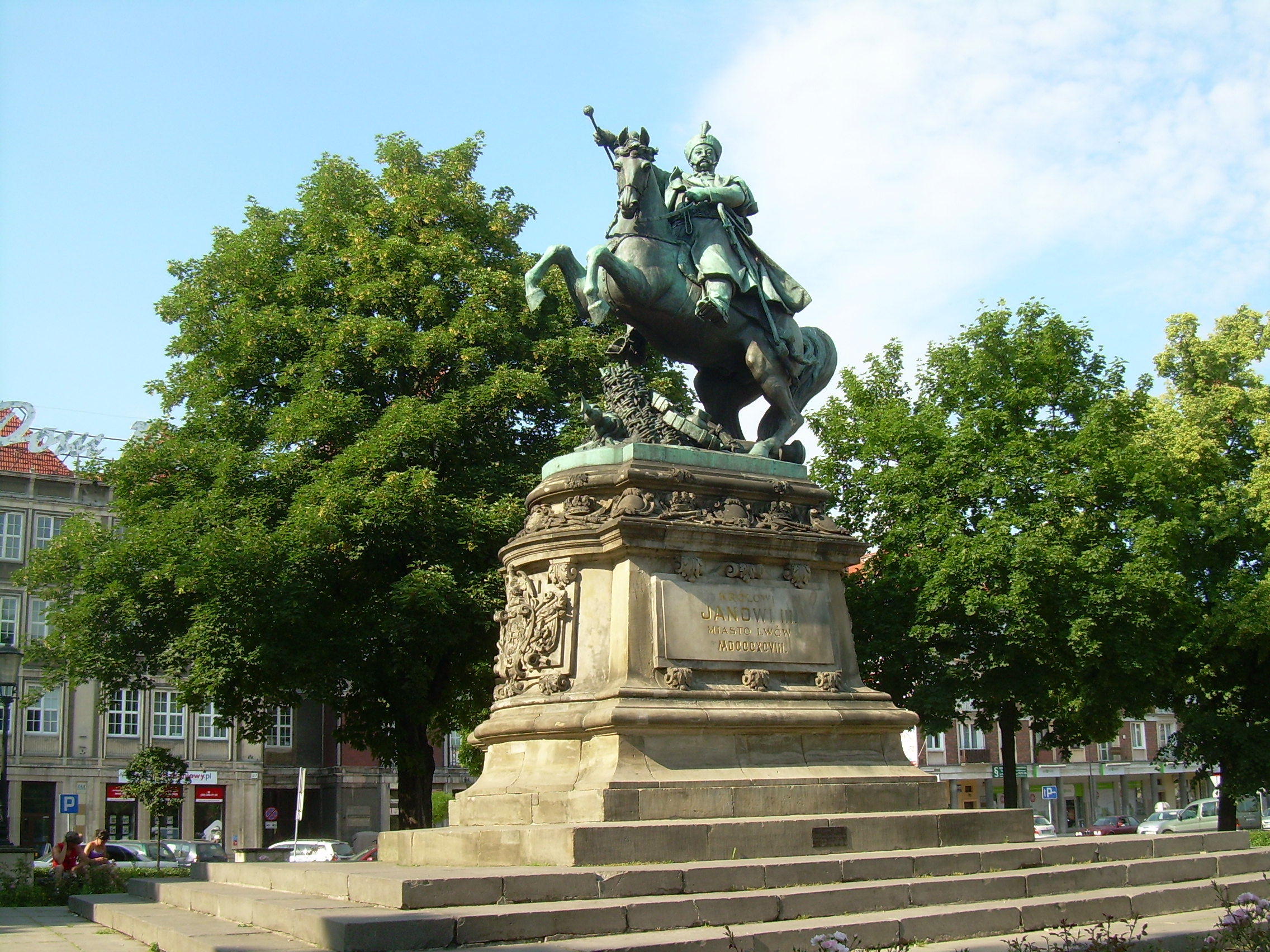
Monument a Joan III Sobieski, Gdansk
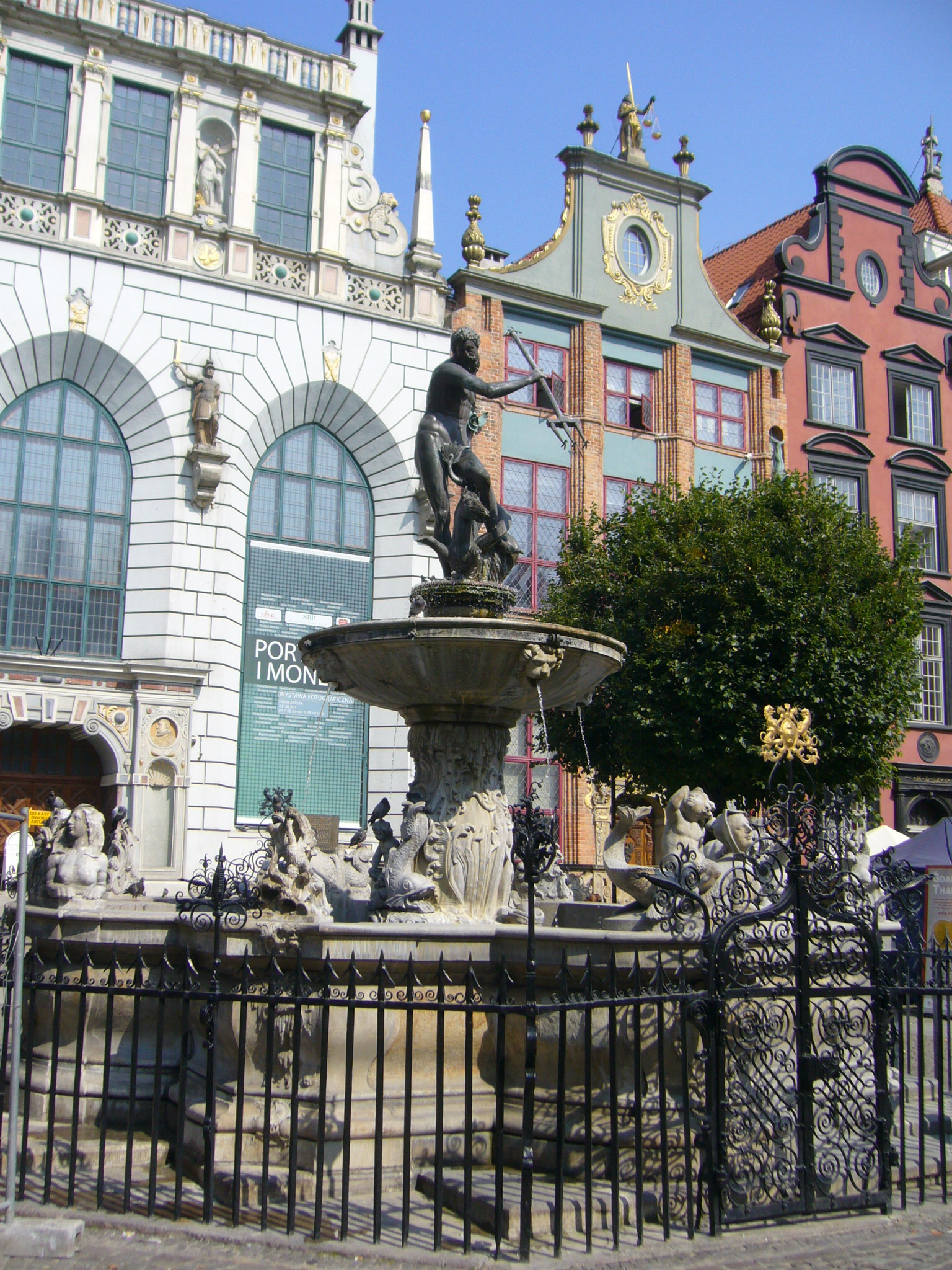
La font de Neptú, Gdansk
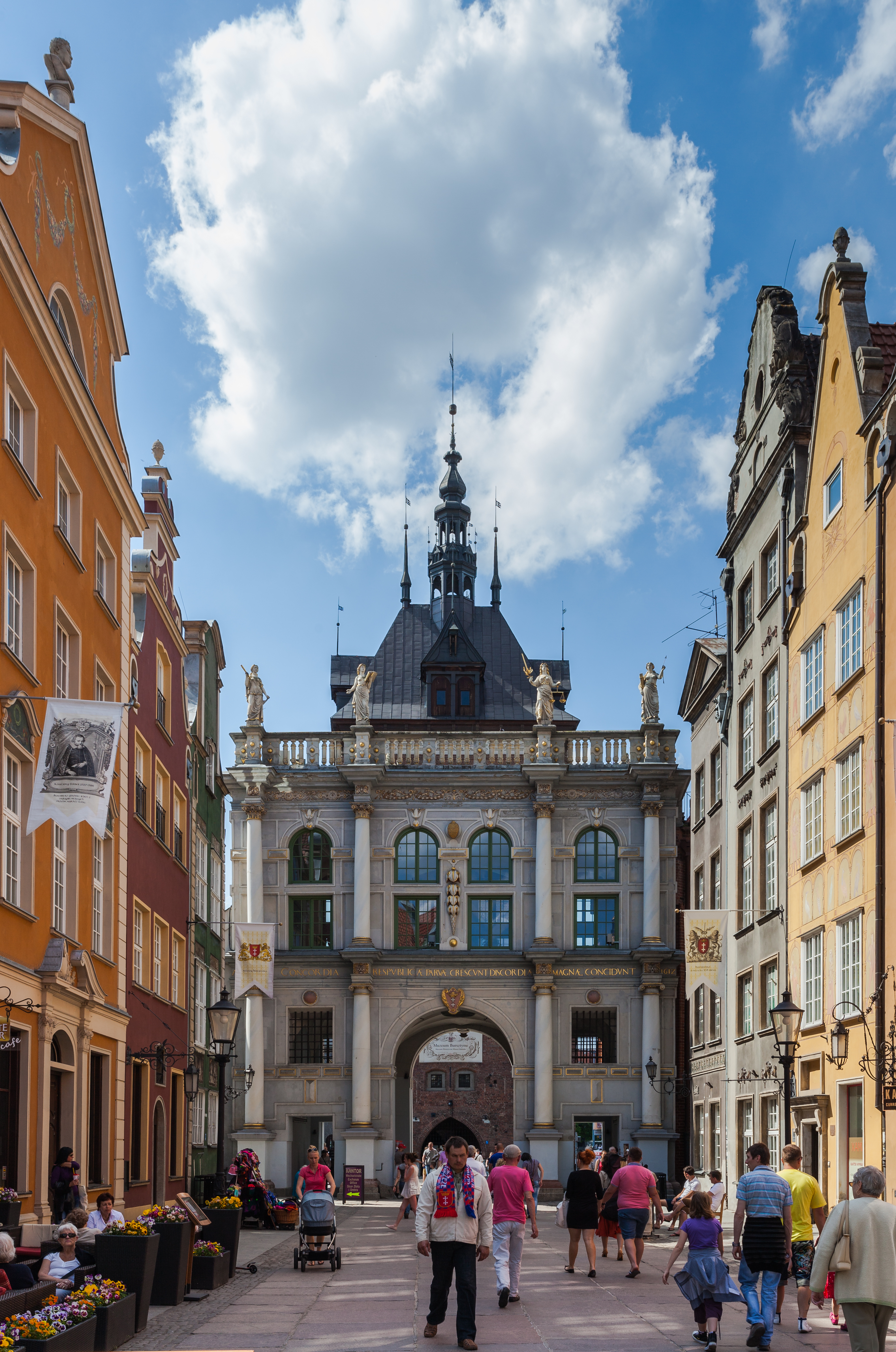
La porta daurada Złota Brama
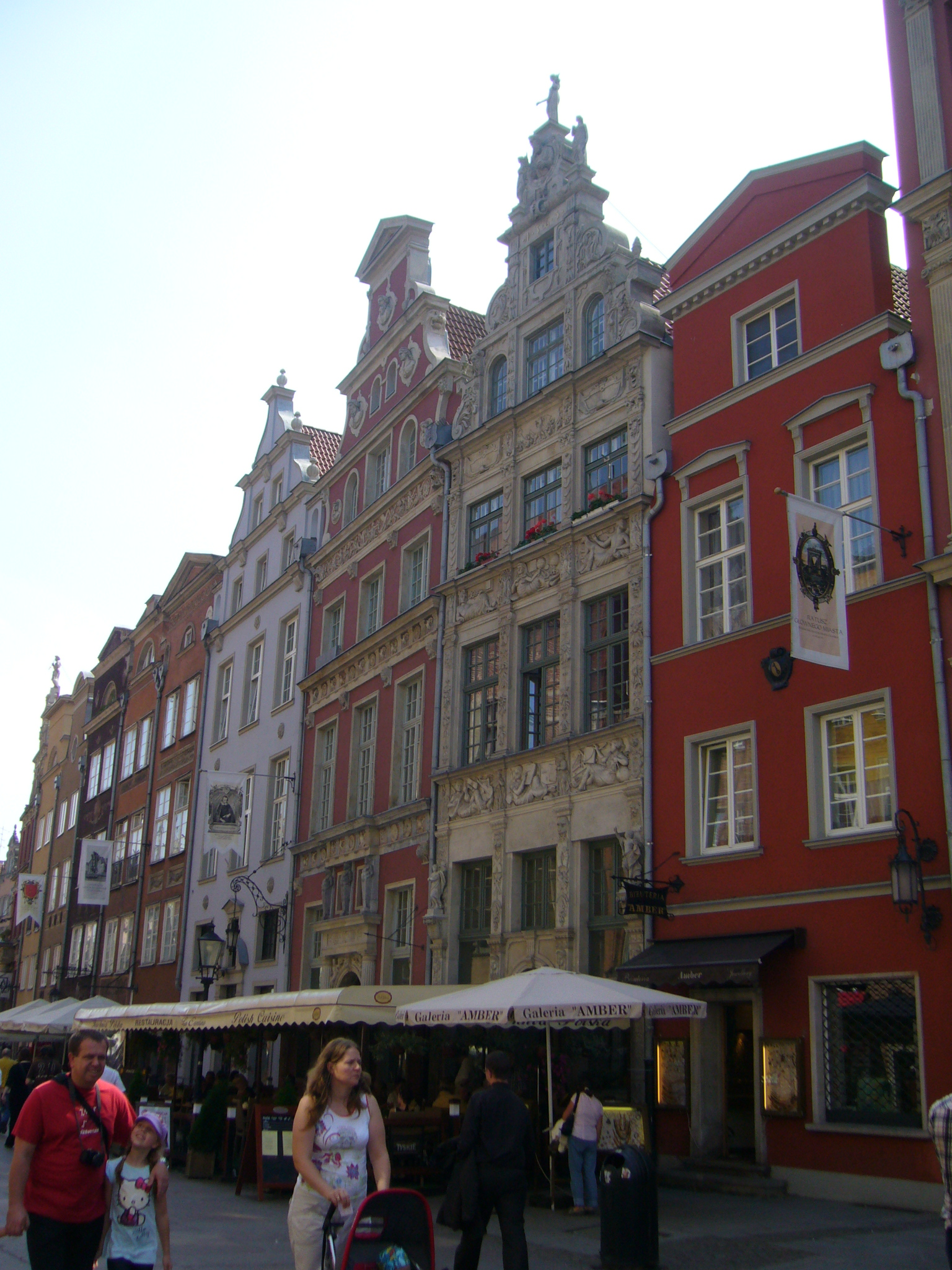
Un carrer de la part antiga de Gdansk
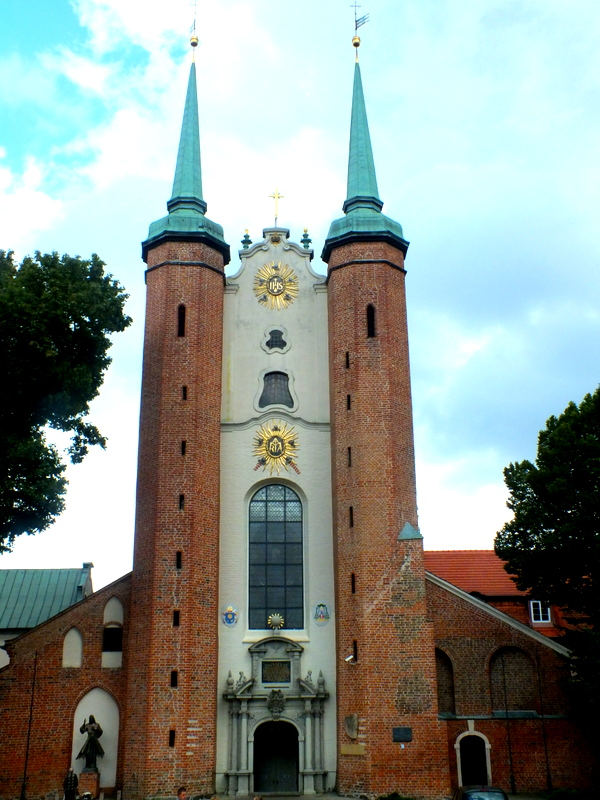
La catedral Oliwa
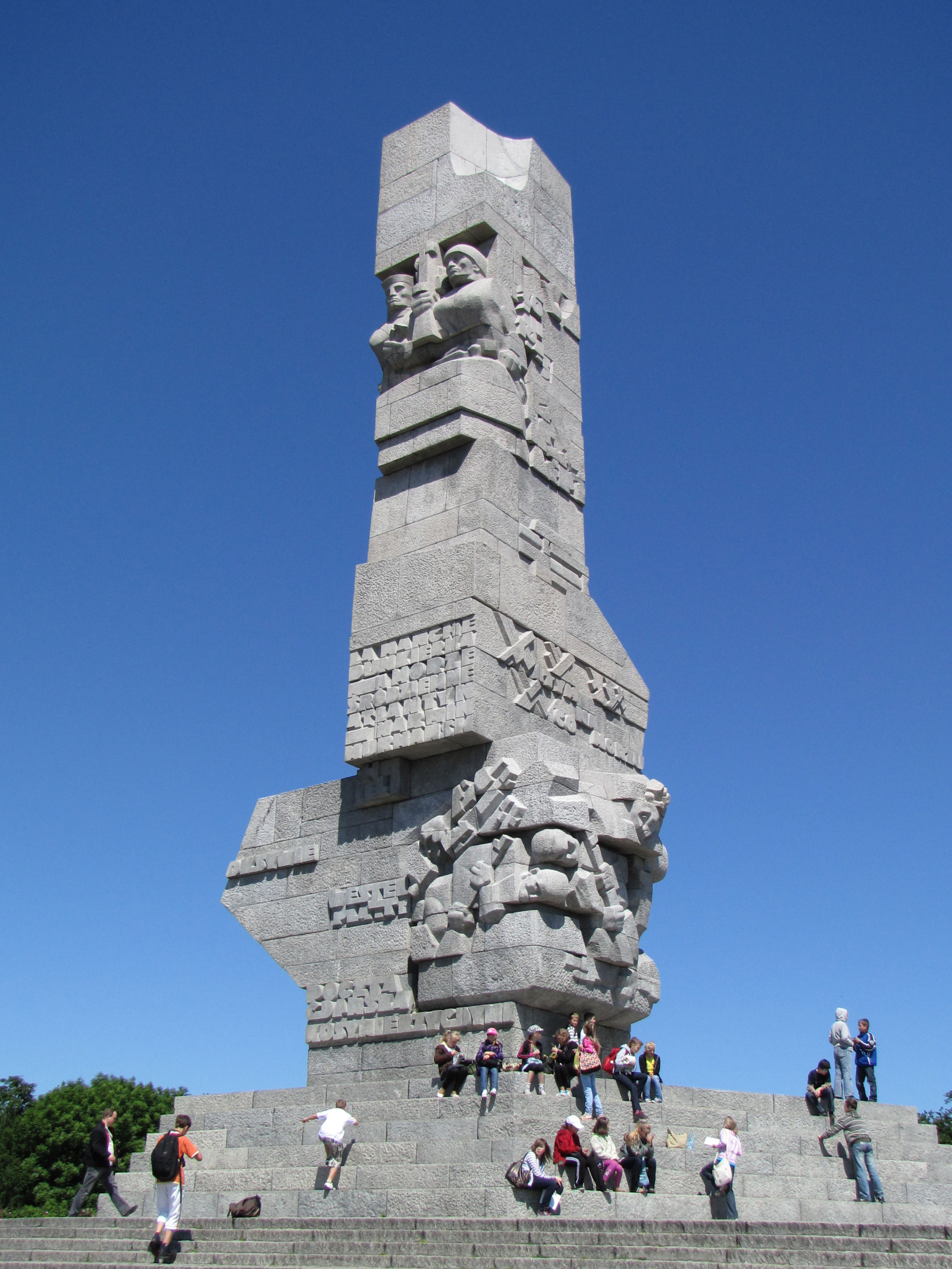
Monument a Westerplatte, prop de Gdansk
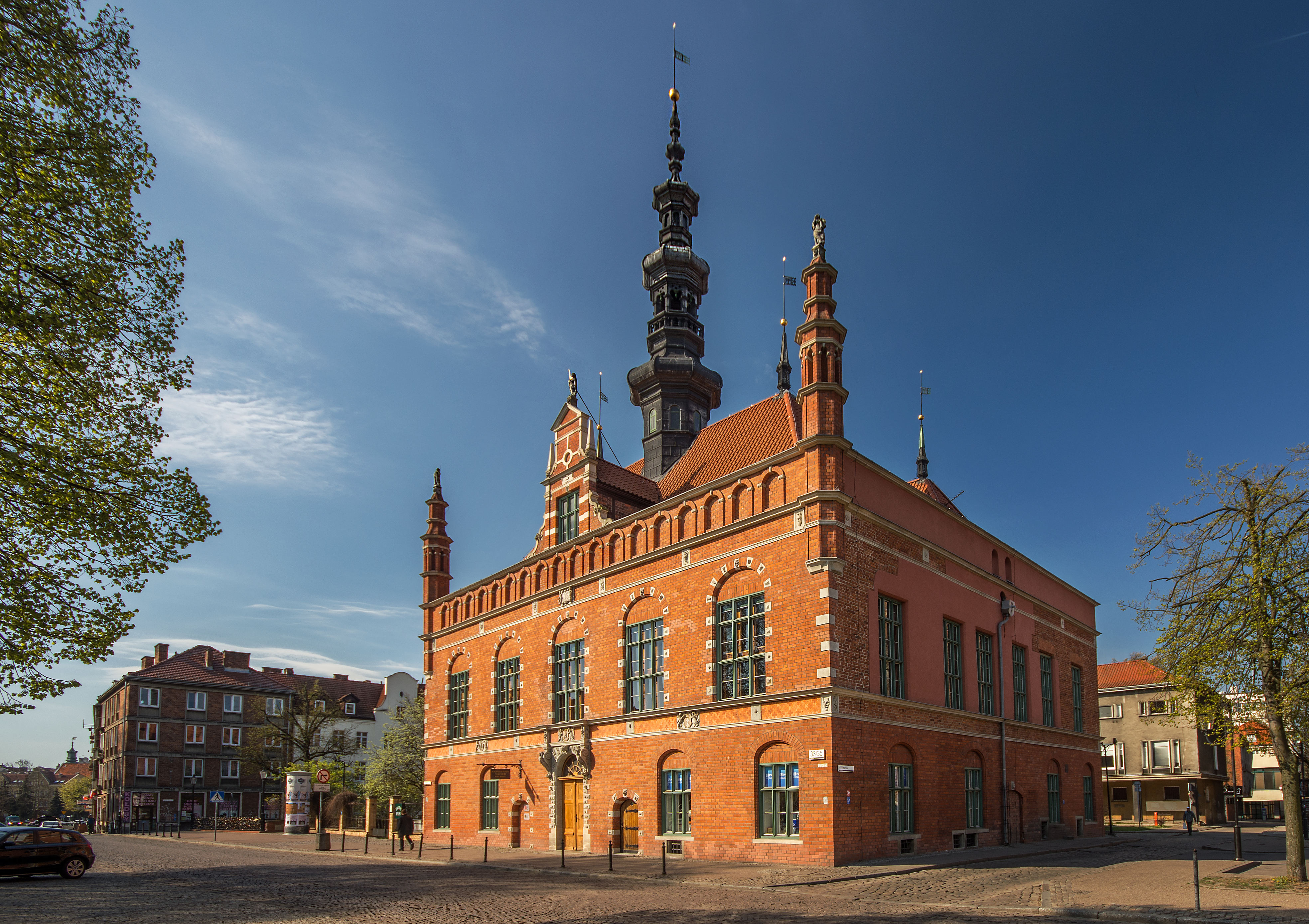
Antic Ajuntament de Gdansk
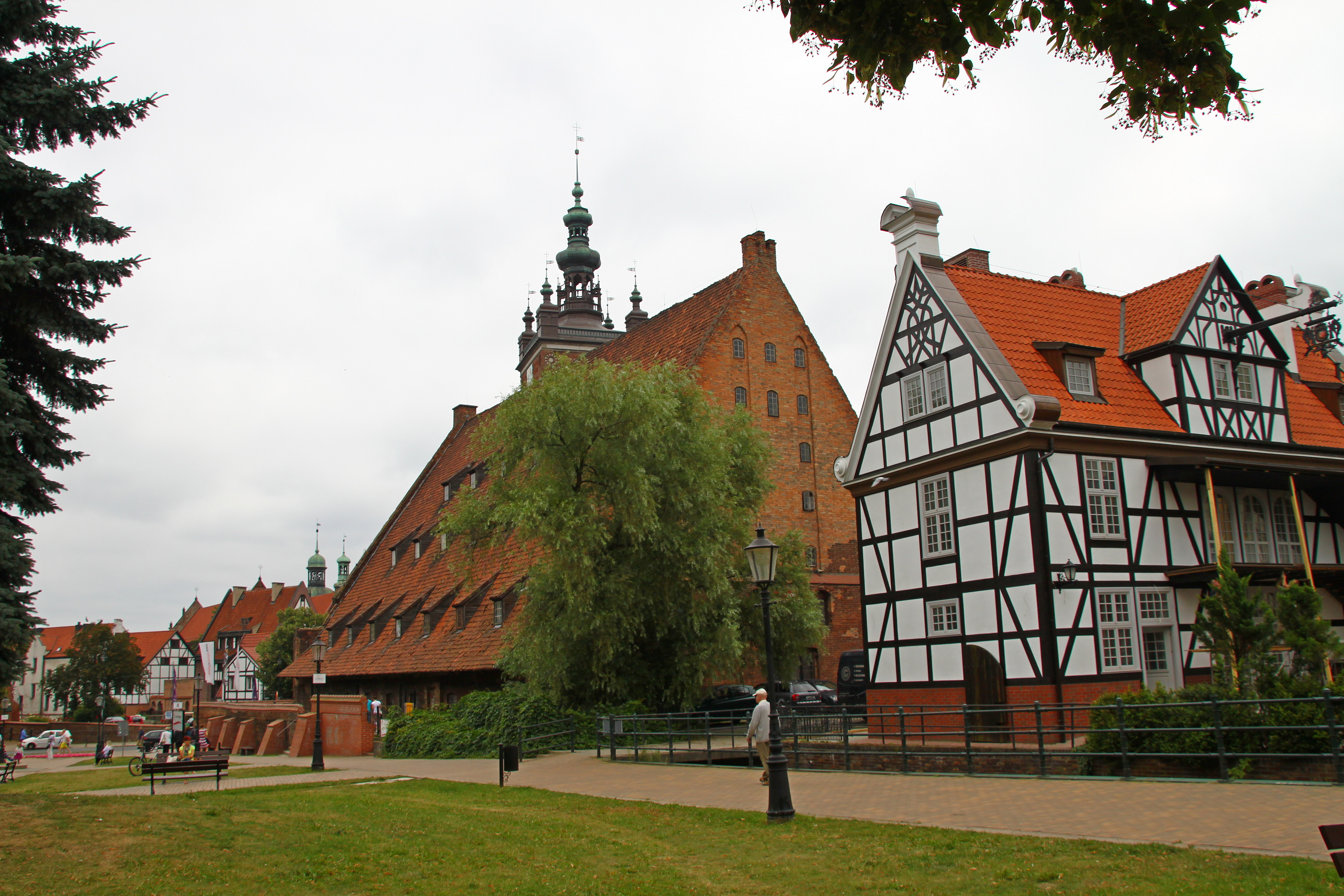
Wielki Mlyn (gran molí, esquerra) i casa del gremi dels moliners (dreta)
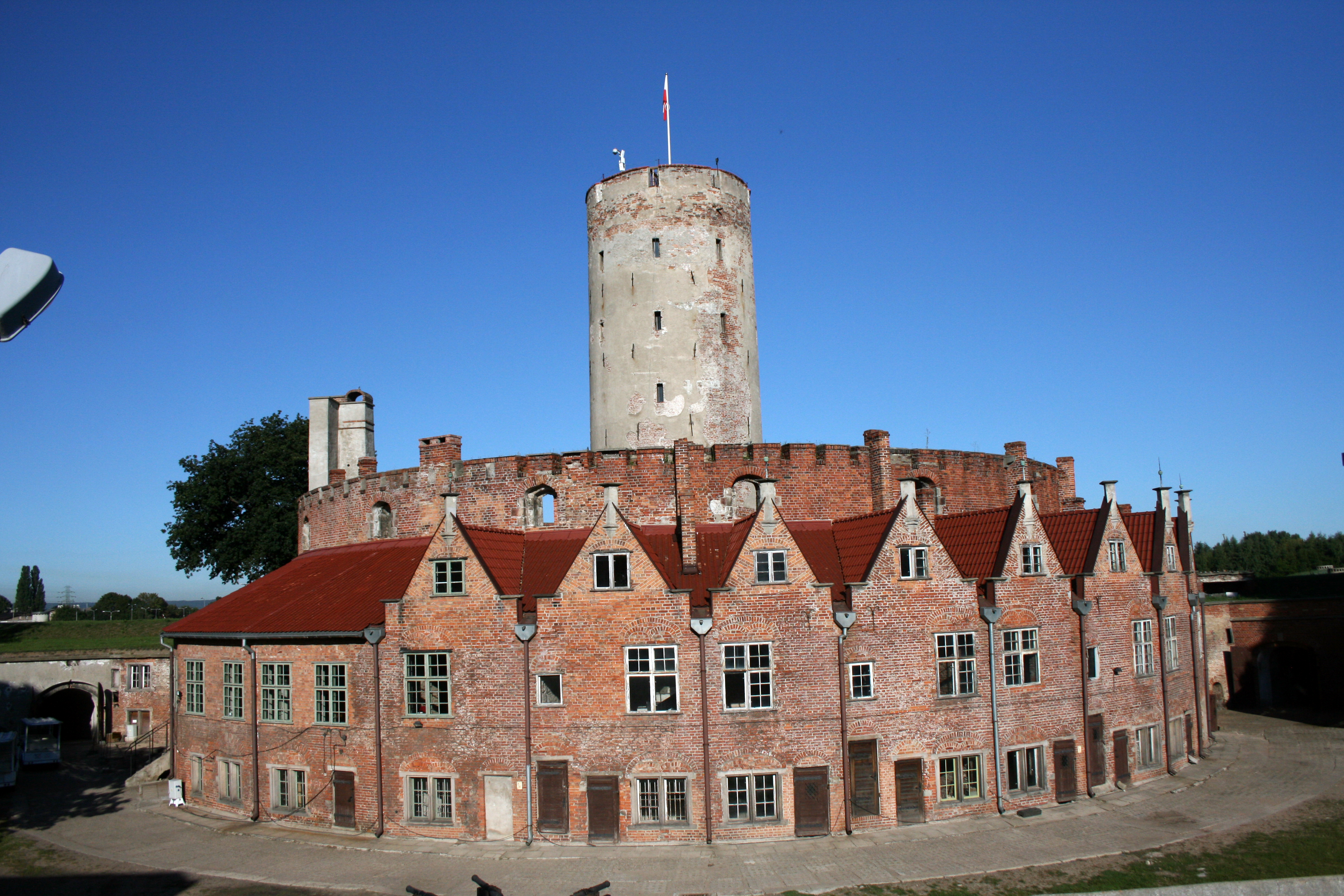
La fortalesa Wisłoujście
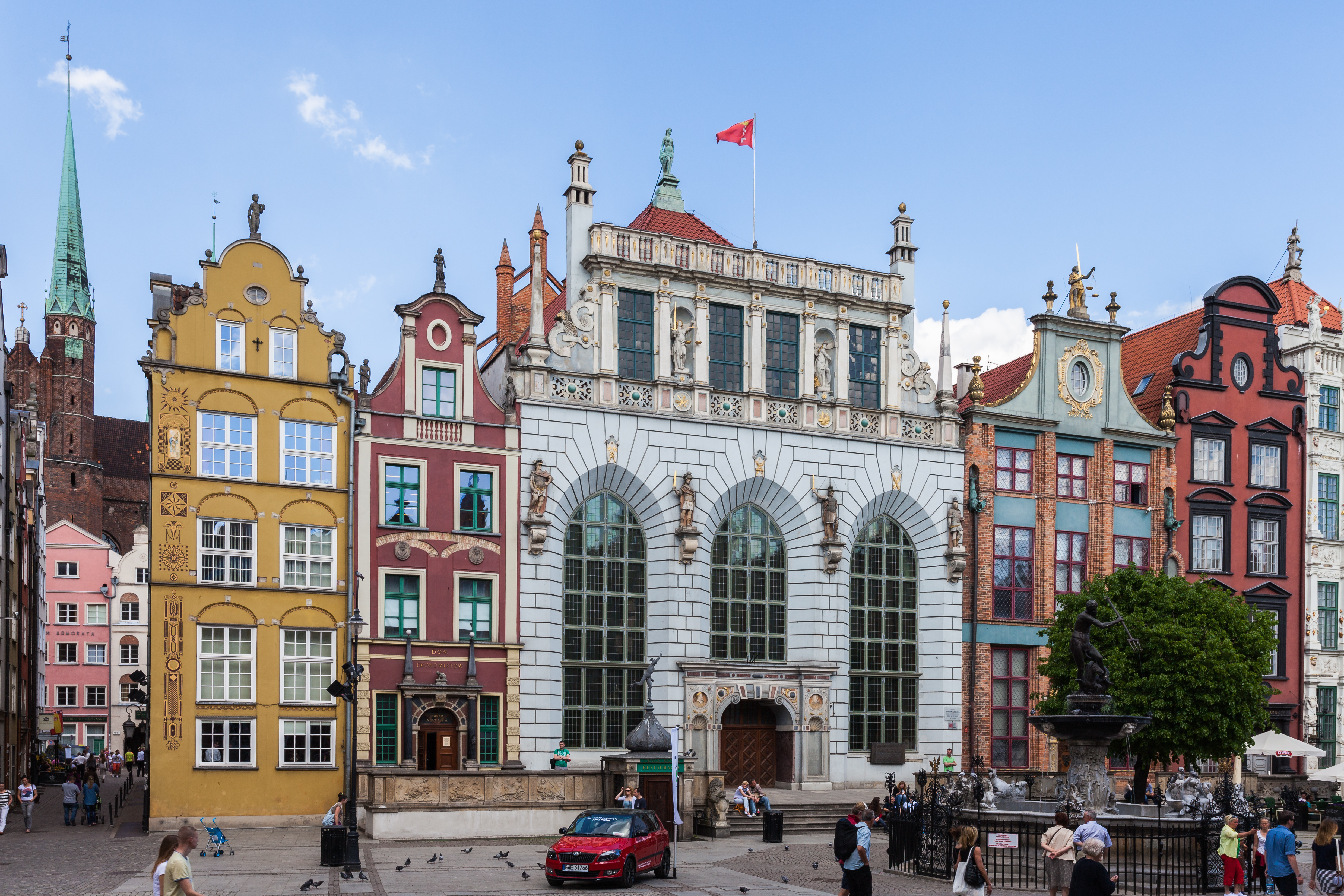
El tribunal Artus
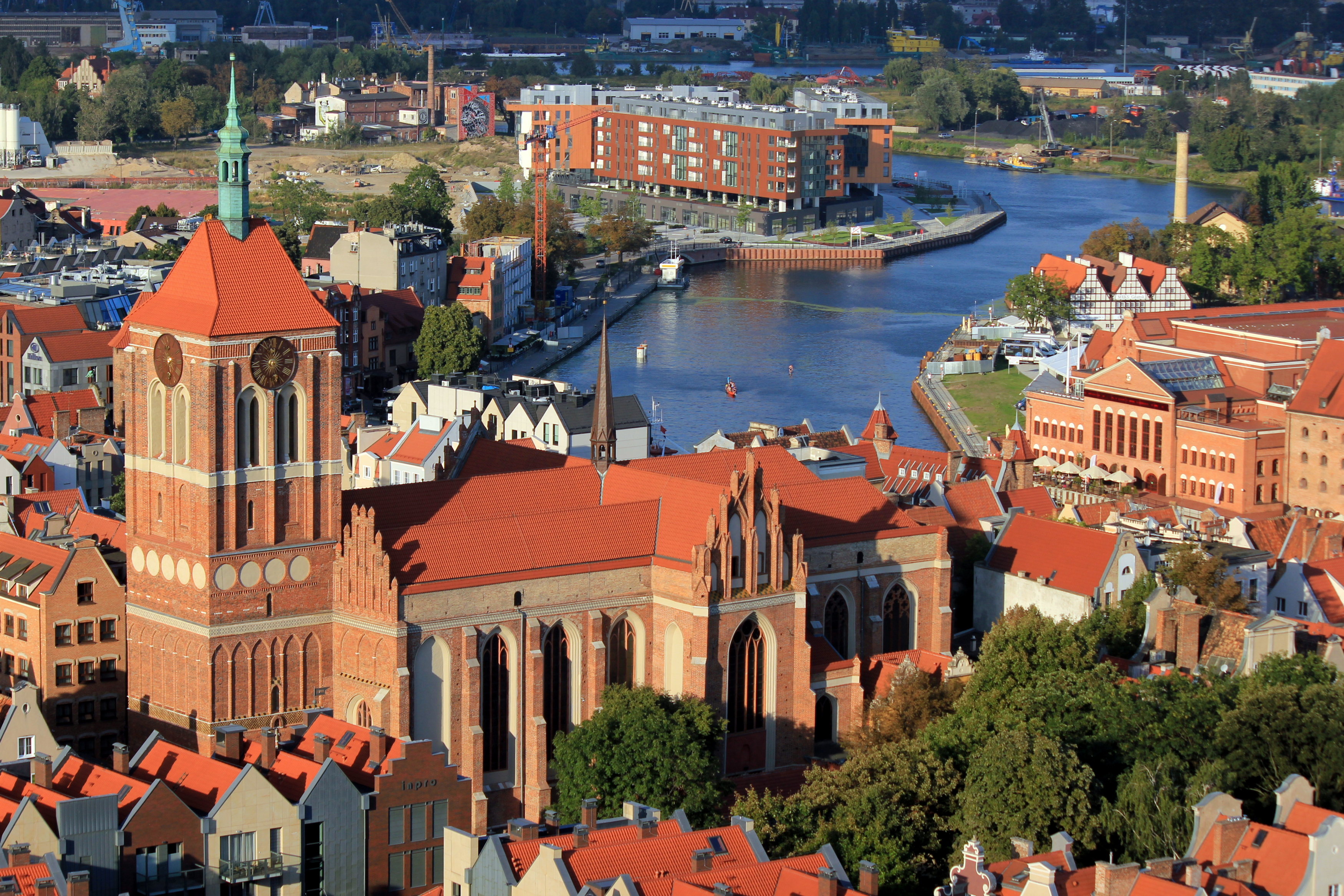
Església de Sant Joan
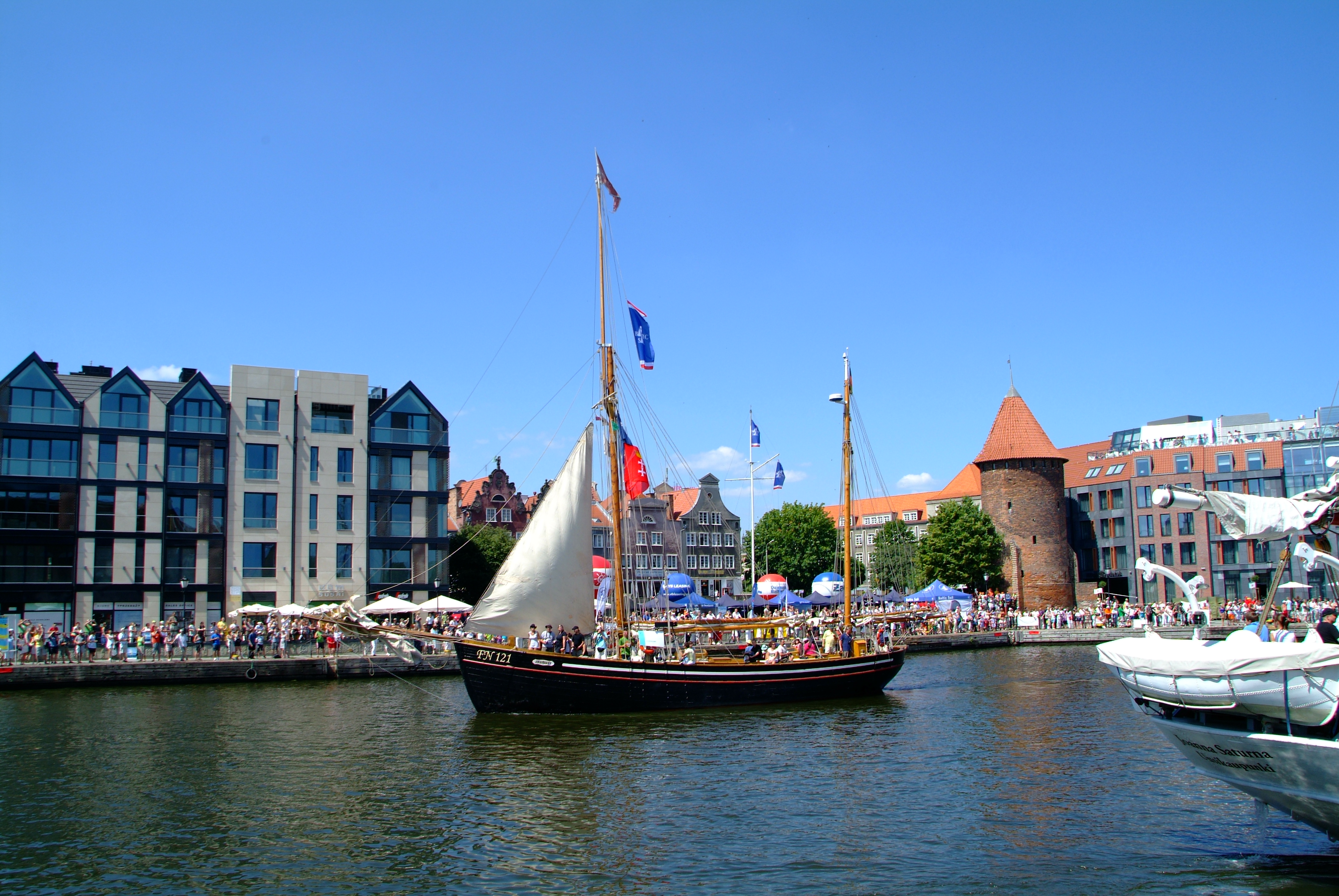
Rybackie Pobrzeże
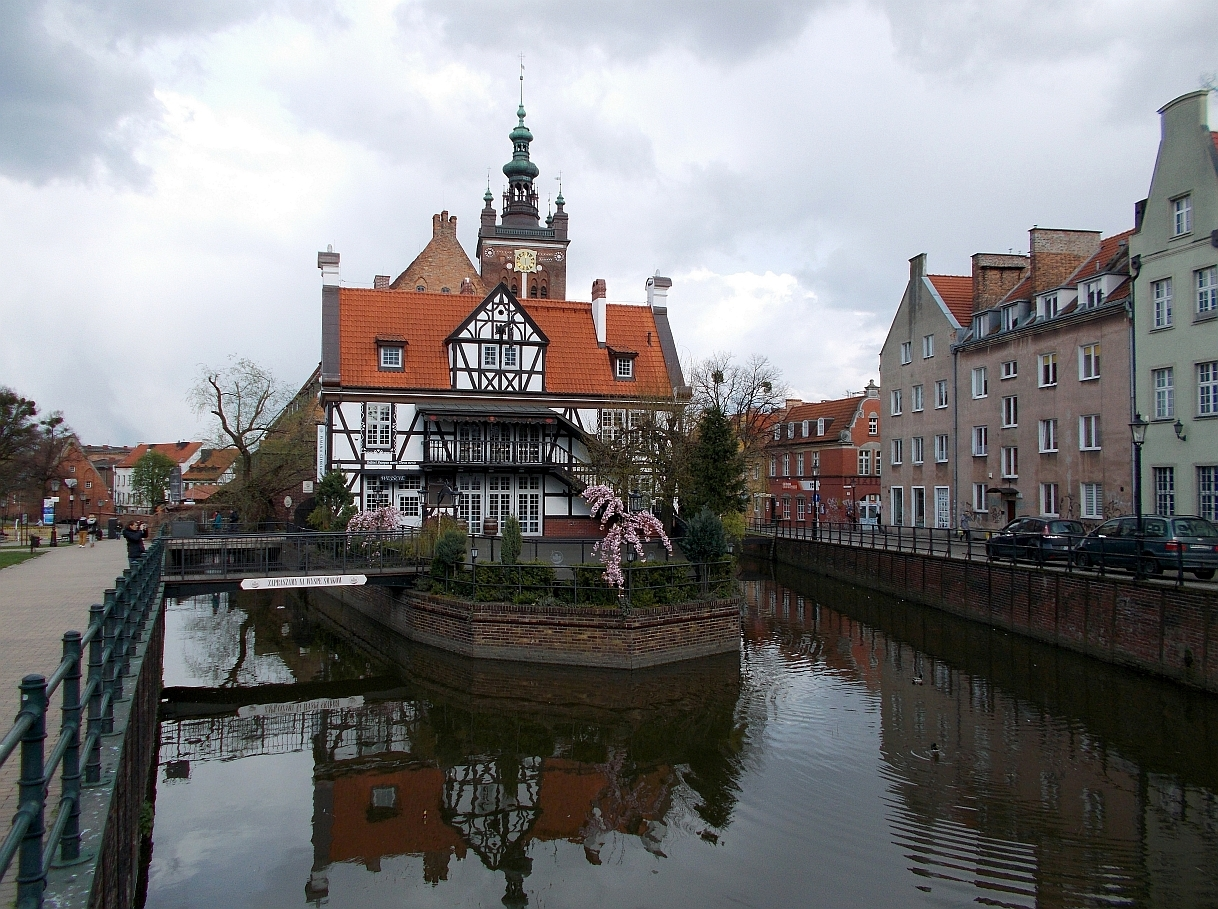
Casa del gremi dels moliners
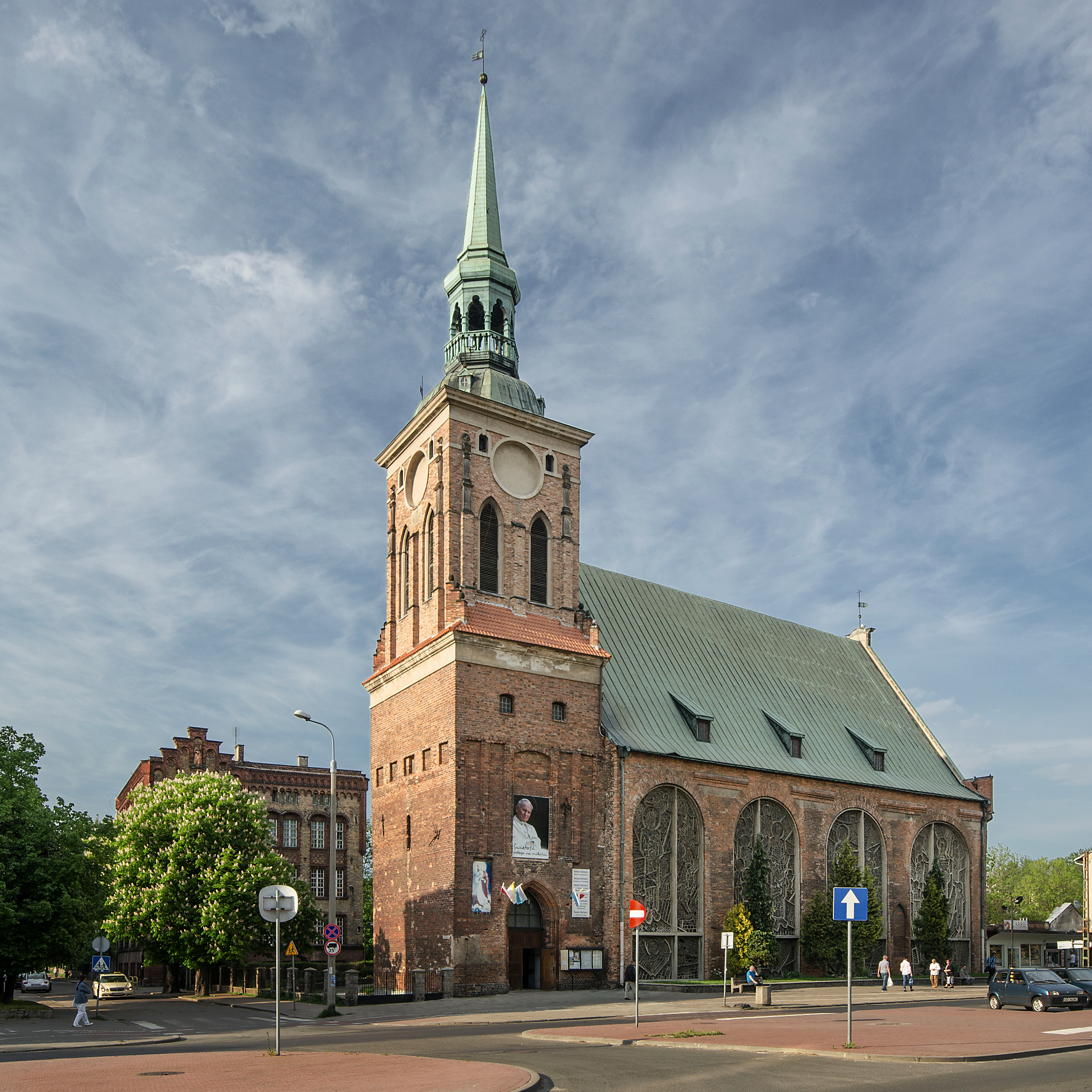
L'església de Santa Bàrbara
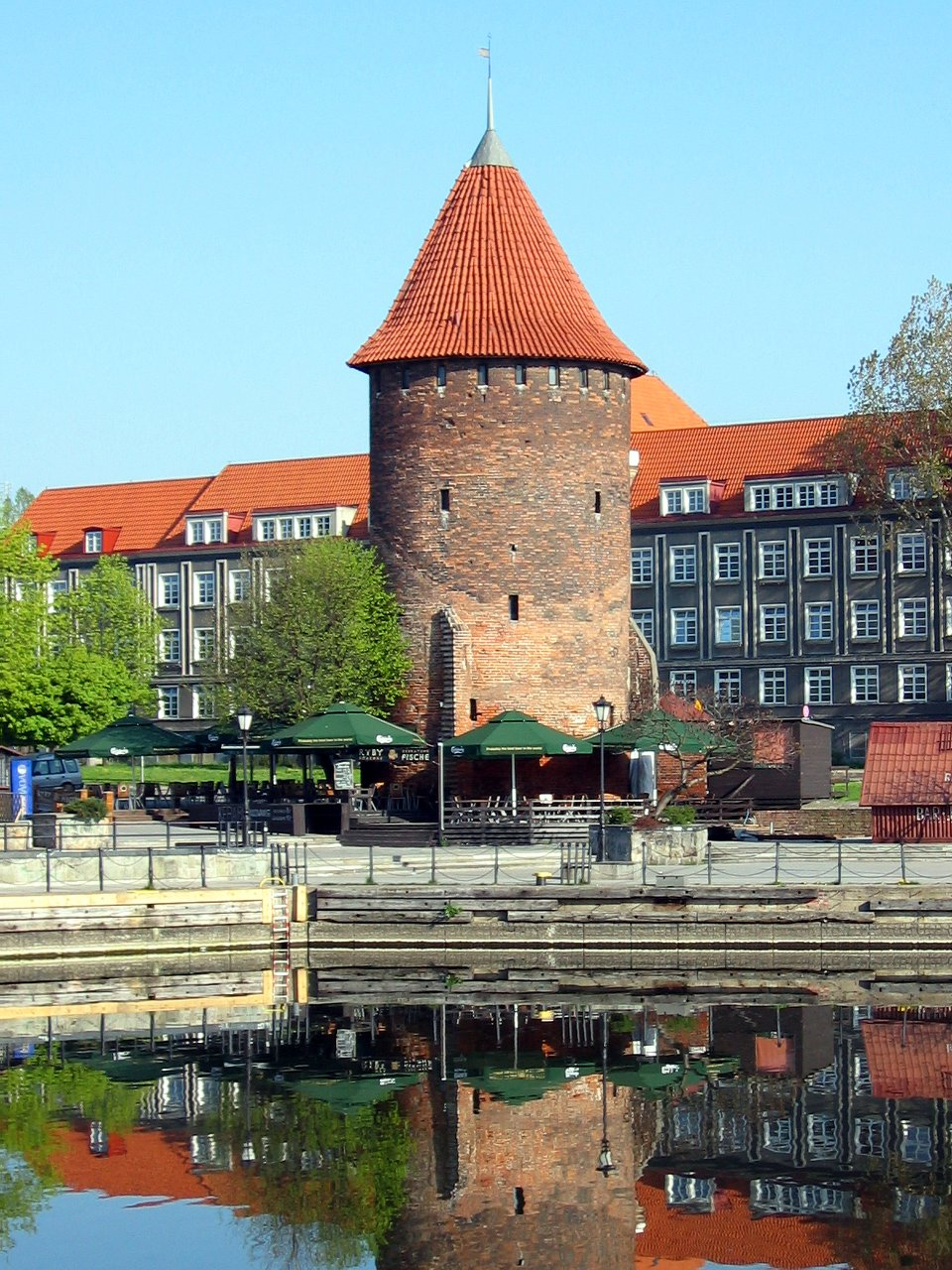
La torre del cigne
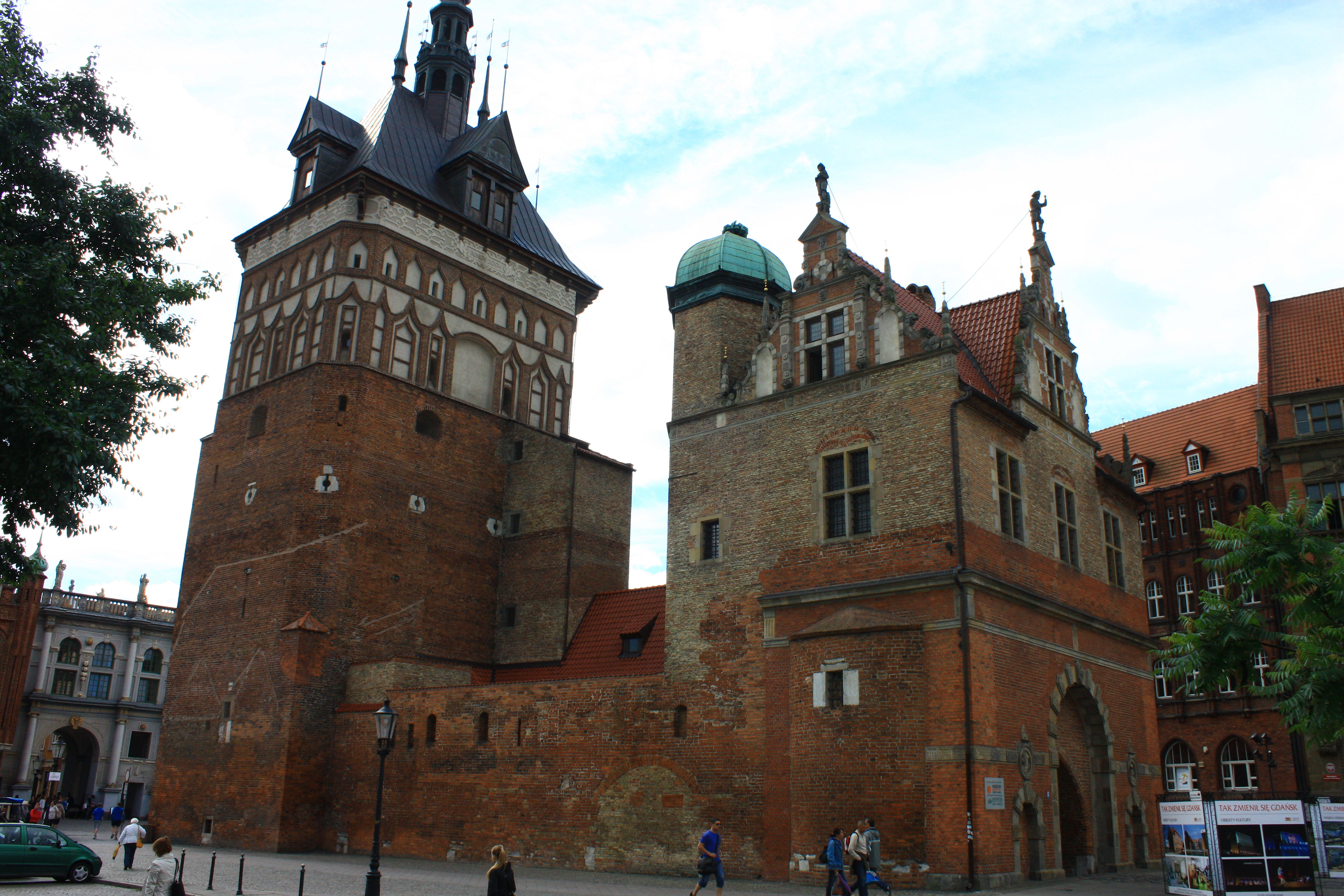
La torre Gaol
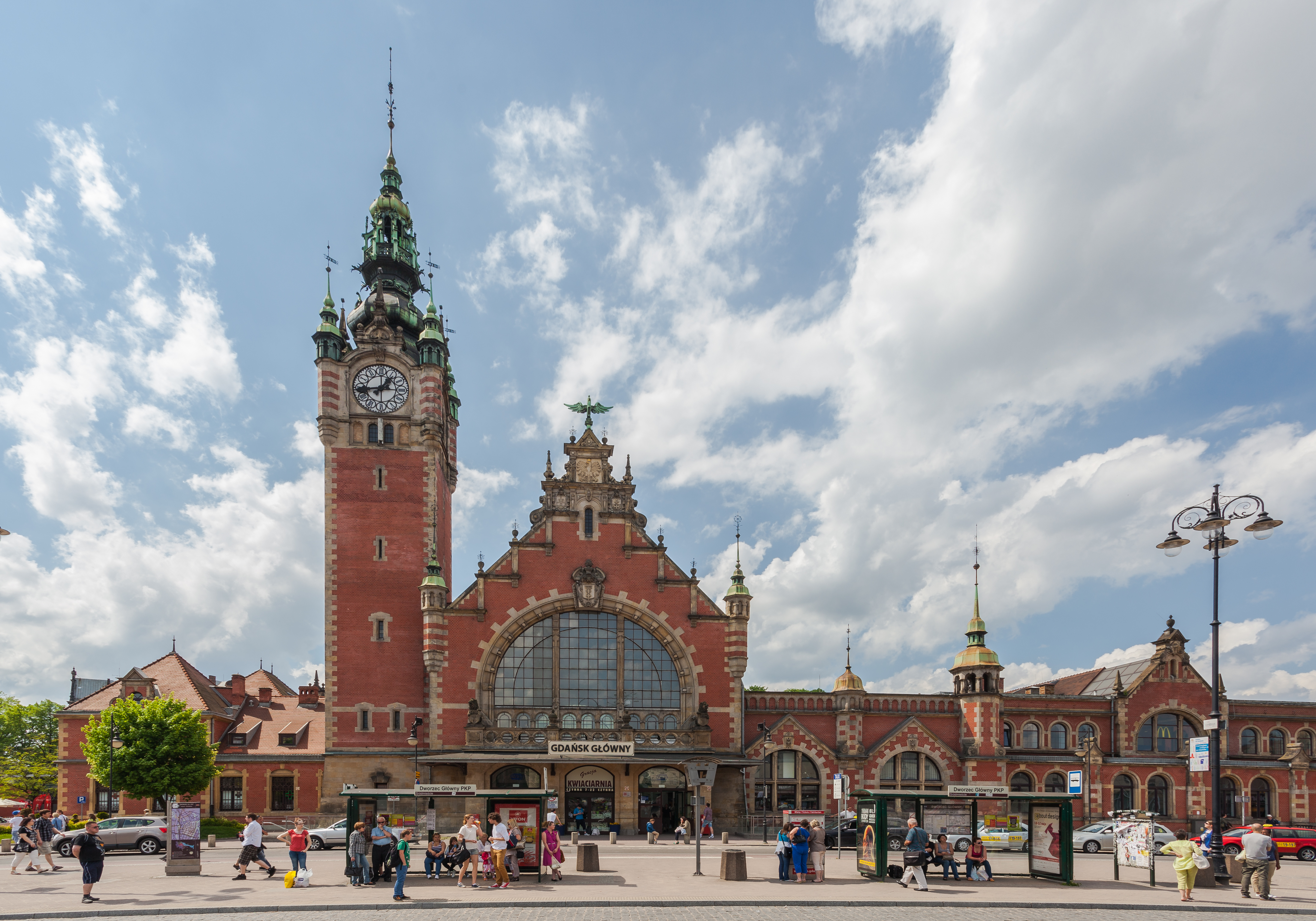
L'estació principal de tren
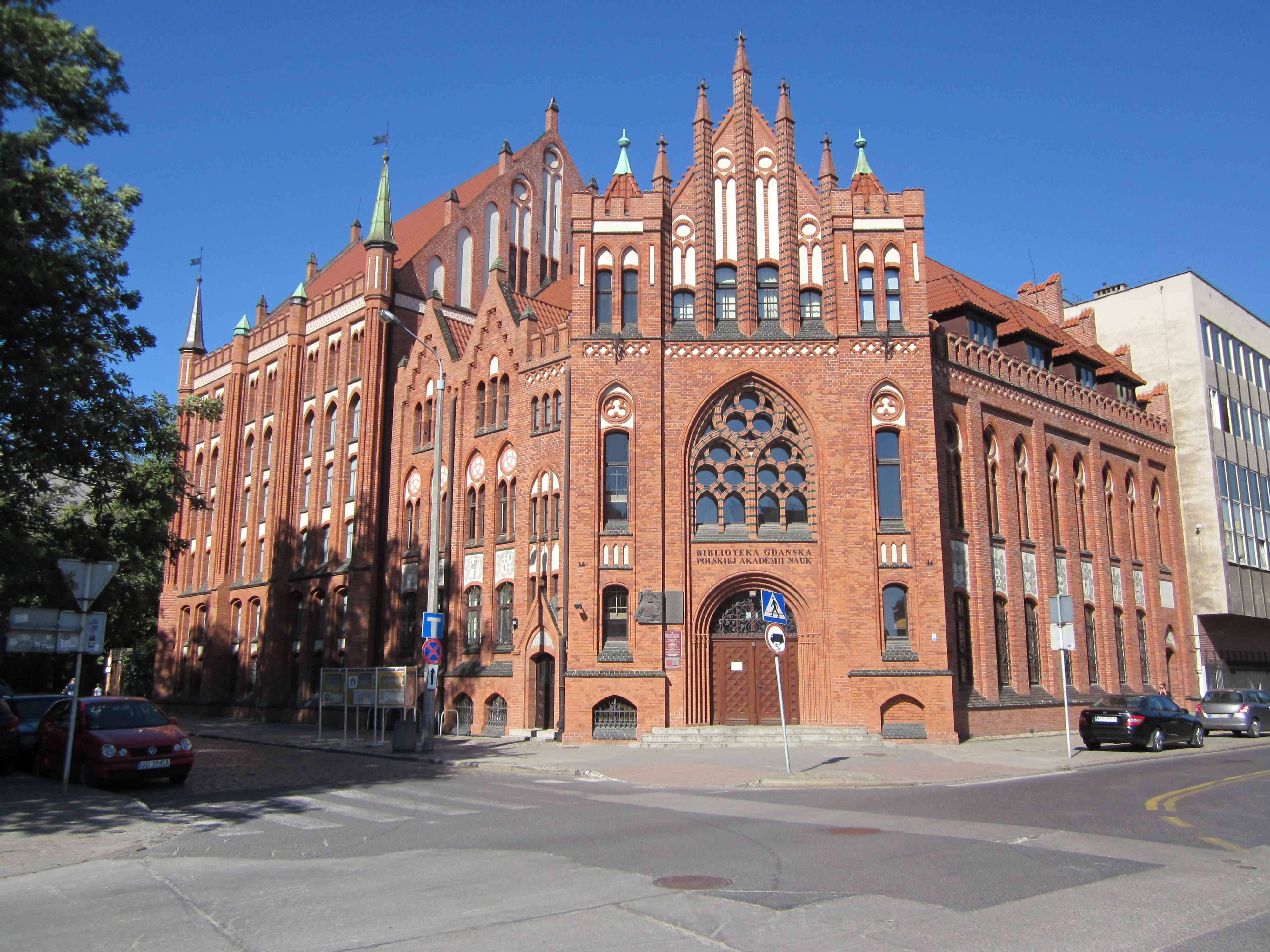
Biblioteca de l'Acadèmia Polonesa de Ciències
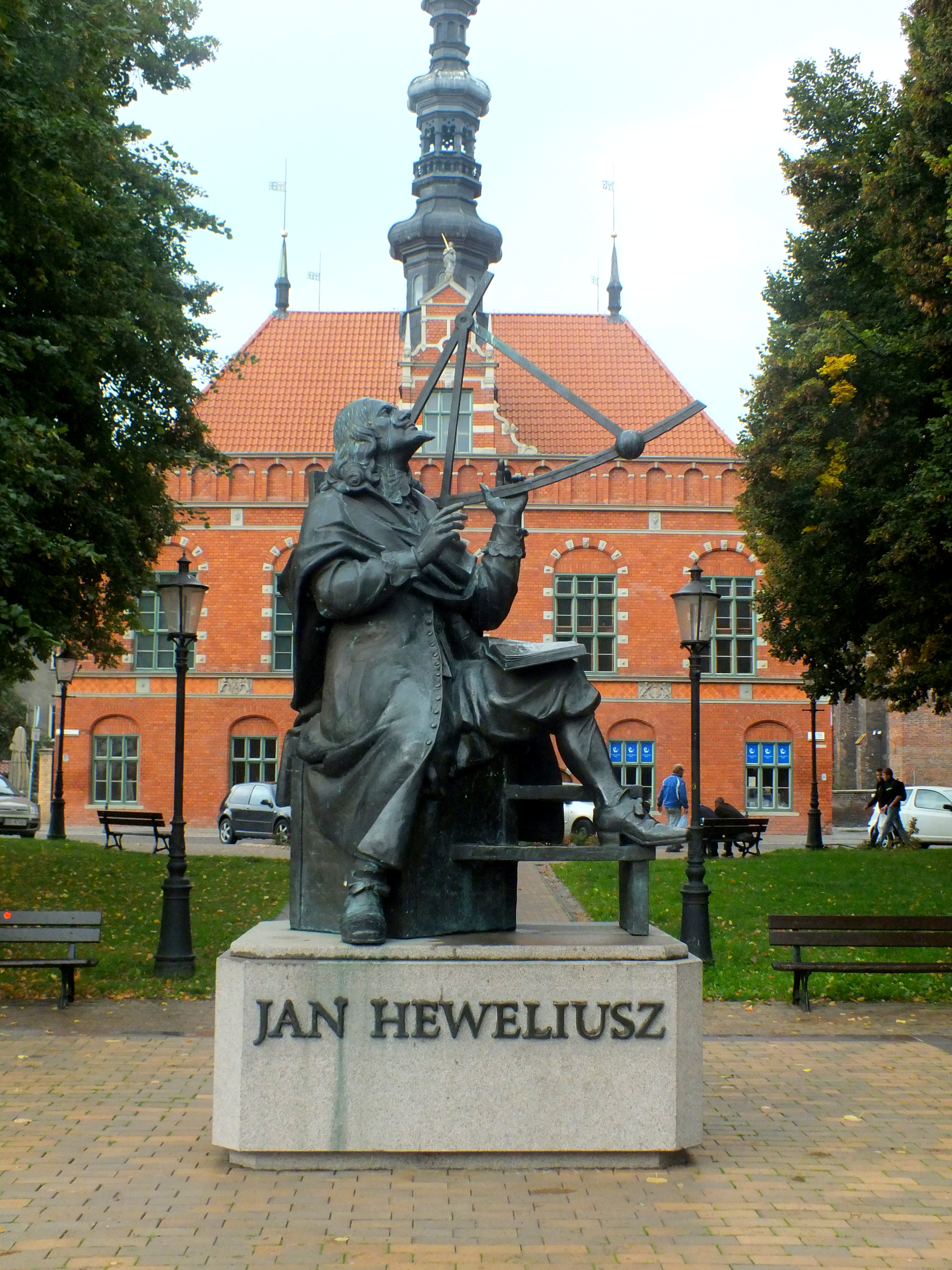
Monument a Johannes Hevelius
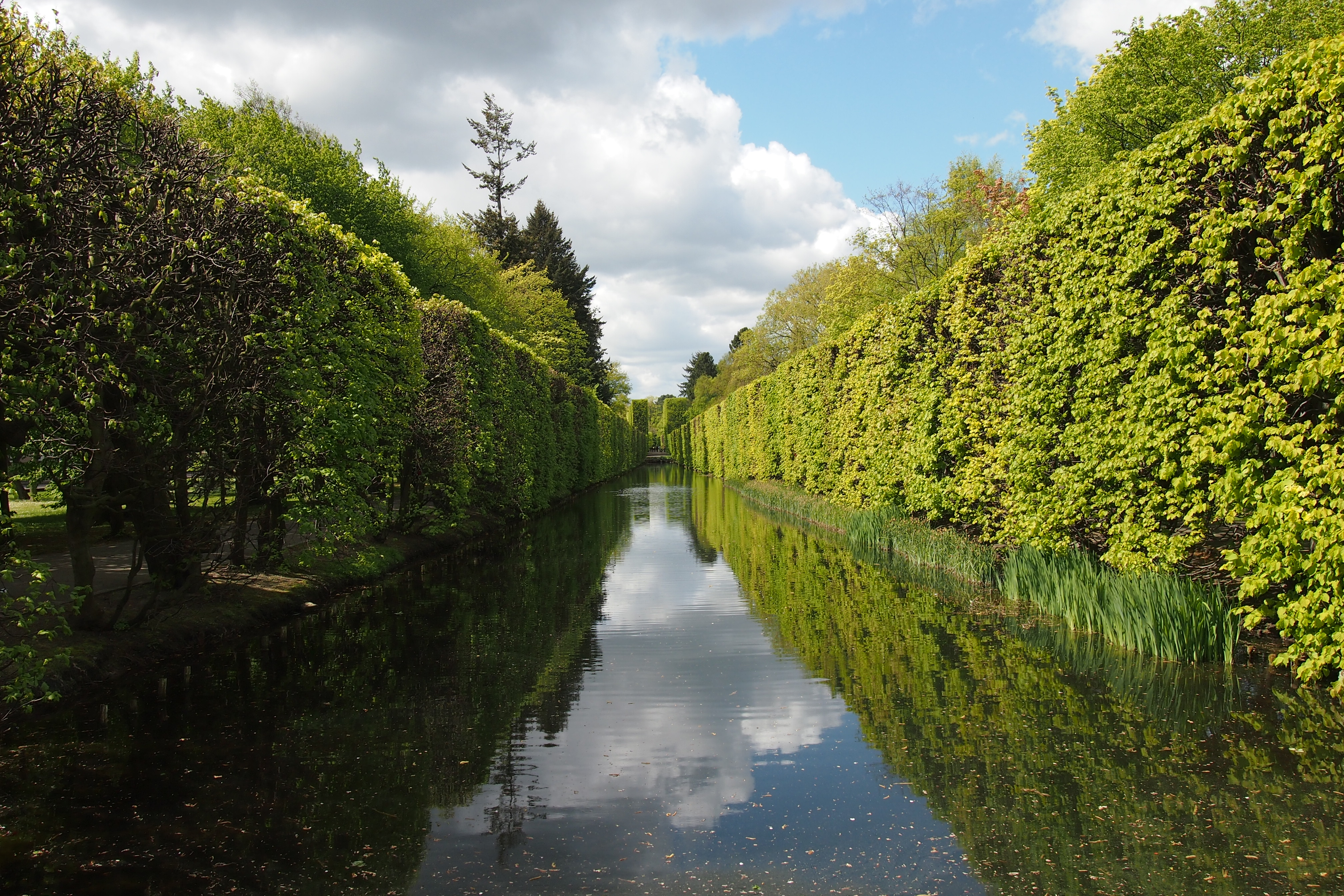
Parc Oliwa
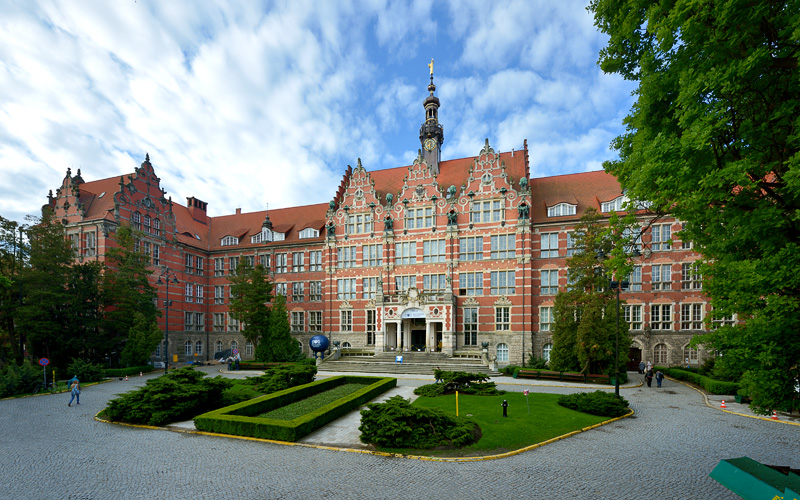
Universitat de Tecnología de Gdansk